# 南日本放送
株式会社南日本放送（みなみにほんほうそう、Minaminihon Broadcasting Co., Ltd.）は、鹿児島県を放送対象地域とした中波放送（AM放送）事業とテレビジョン放送事業を行っている、特定地上基幹放送事業者である。略称はMBC（エムビーシー）。
ラジオはJRN系列とNRN系列のクロスネット、テレビはJNN系列の単独ネット。

## 概要

### 本社所在地
- 鹿児島県鹿児島市高麗町5-25
  - JR鹿児島中央駅より徒歩15分

### 支社・支局

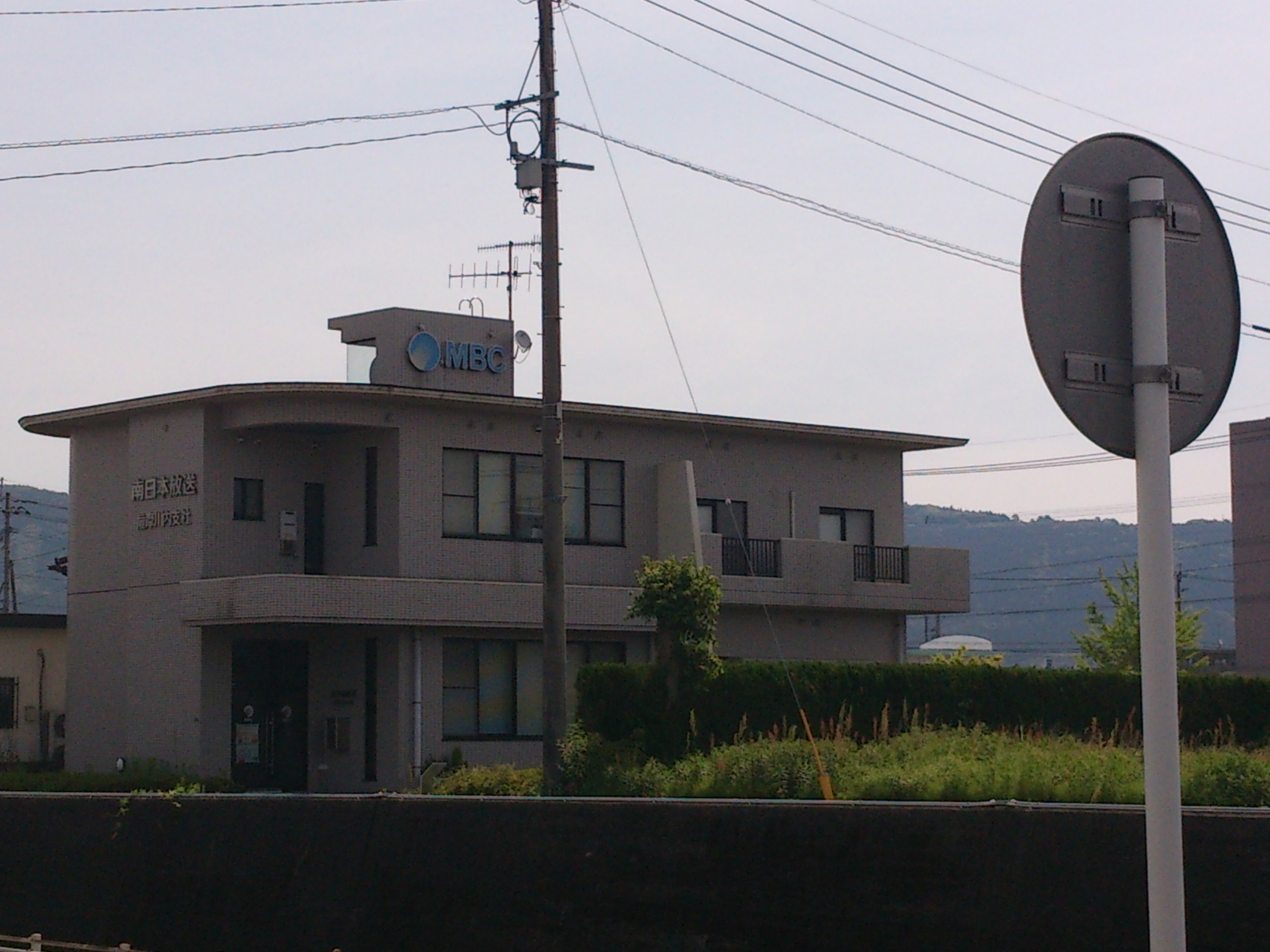
MBCの薩摩川内支社の画像

- 支社：東京・大阪・福岡・鹿屋・薩摩川内・霧島
- 支局：種子島・屋久島・奄美

### 支社・支局所在地
- 東京支社：東京都港区赤坂5-4-15 ARAプレイス赤坂9階
- 大阪支社：大阪府大阪市北区中之島2-3-18 中之島フェスティバルタワー16階
- 福岡支社：福岡県福岡市中央区天神3-4-5 ピエトロビル8階
- 鹿屋支社：鹿児島県鹿屋市寿4-1-10
- 薩摩川内支社：鹿児島県薩摩川内市原田町3-7
- 霧島支社：鹿児島県霧島市国分広瀬4-25-6
- 種子島支局：鹿児島県西之表市西町7064-2 サカモトビル3階
- 屋久島支局：鹿児島県熊毛郡屋久島町安房2359-32
- 奄美支局：鹿児島県奄美市名瀬長浜町25-19

### 海外提携放送局
- 全州文化放送（韓国・全羅北道全州市）
- WXIA-TV（アメリカ・アトランタ：NBC系列）

### 放送局概要
社是・キャッチコピーは『ふるさとたっぷり MBC』。
1953年（昭和28年）10月10日に鹿児島県初の民間放送局として開局。1959年（昭和34年）4月に（アナログ）テレビ放送を開始し、2006年（平成18年）12月には地上デジタル放送を開始した。社屋（演奏所、MBC放送会館）は鹿児島市高麗町の甲突川右岸に位置しており、1993年（平成5年）の8.6水害の際には水没の危機に瀕している。
主な自社制作番組としてラジオでは1953年（昭和28年）の開局から続く『城山スズメ』、テレビでは1976年（昭和51年）10月から続く平日18時台（日本標準時、以下同様）の報道番組（現在は『MBCニューズナウ』）や1984年（昭和59年）10月から続く情報番組『どーんと鹿児島』などがある。
鹿児島県の地方紙、南日本新聞社（こちらの社名の読み方は「みなみにっぽん」）が同率5位の大株主で、1953年（昭和28年）の開局時からアナログテレビ放送の開始までは同紙の社屋（鹿児島市易居町、当時）を間借りするかたちで演奏所があった。ただし、全株式のうち南日本新聞社が占める資本比率はMBCよりも鹿児島テレビ放送（KTS、第2位の大株主）のほうが高い。鹿児島放送（KKB）については『MBC50年の軌跡』において「兄弟会社」と表現しており、同局の開局時には喜田治男（『MBC6時こちら報道』初代キャスター）などの社員が出向しているほか、地上デジタル放送の親局をNHK鹿児島放送局とともに使用するなどの関係がみられる。
ラジオでは過去にFM東京→TOKYO FM製作番組をネットしたことがあったが、1992年（平成4年）のエフエム鹿児島（μFM）開局までにネットしていた番組は無くなったため、同局に直接移行した番組は存在しない。『大江千里のSUZUKI STATIONKIDS』などのように、JFN空白地域のAM局で唯一ネットしなかった番組もある。
放送局全体のマスコットキャラクターは設定されていないが、過去には1983年（昭和58年）に公募で制定されたラジオカー『ポニー』の擬人化キャラクター「ポニー君」および2008年（平成20年）の「ウミガメプロジェクト」におけるウミガメの期間限定キャラクターがそれぞれ設定されていた。マスコットキャラクターを持っていない替わりとして、当社主催イベントでは、『MBC夏まつり』の2013年（平成25年）の第41回から鹿児島県内のご当地キャラクターを複数体参加させることで対処されており、翌42回以降から参加キャラクターのPRステージイベントはボッケモンプロのプロデュースのもとで製作されている。日本の地上波テレビ局で過去に使用していたものも含めてマスコットキャラクターを持ったことがないのは、当局のみである。
マスコットではないものの、バーチャルタレント（MBCパーソナリティとしての扱い）として「みなみ」を2022年（令和4年）7月に採用し、CVは『てゲてゲーミング』の音声合成を流用している。採用以降、同番組のナレーションはみなみが担当している。
2023年（令和5年）10月10日に開局70周年を迎える。

## 技術情報

### 送信所

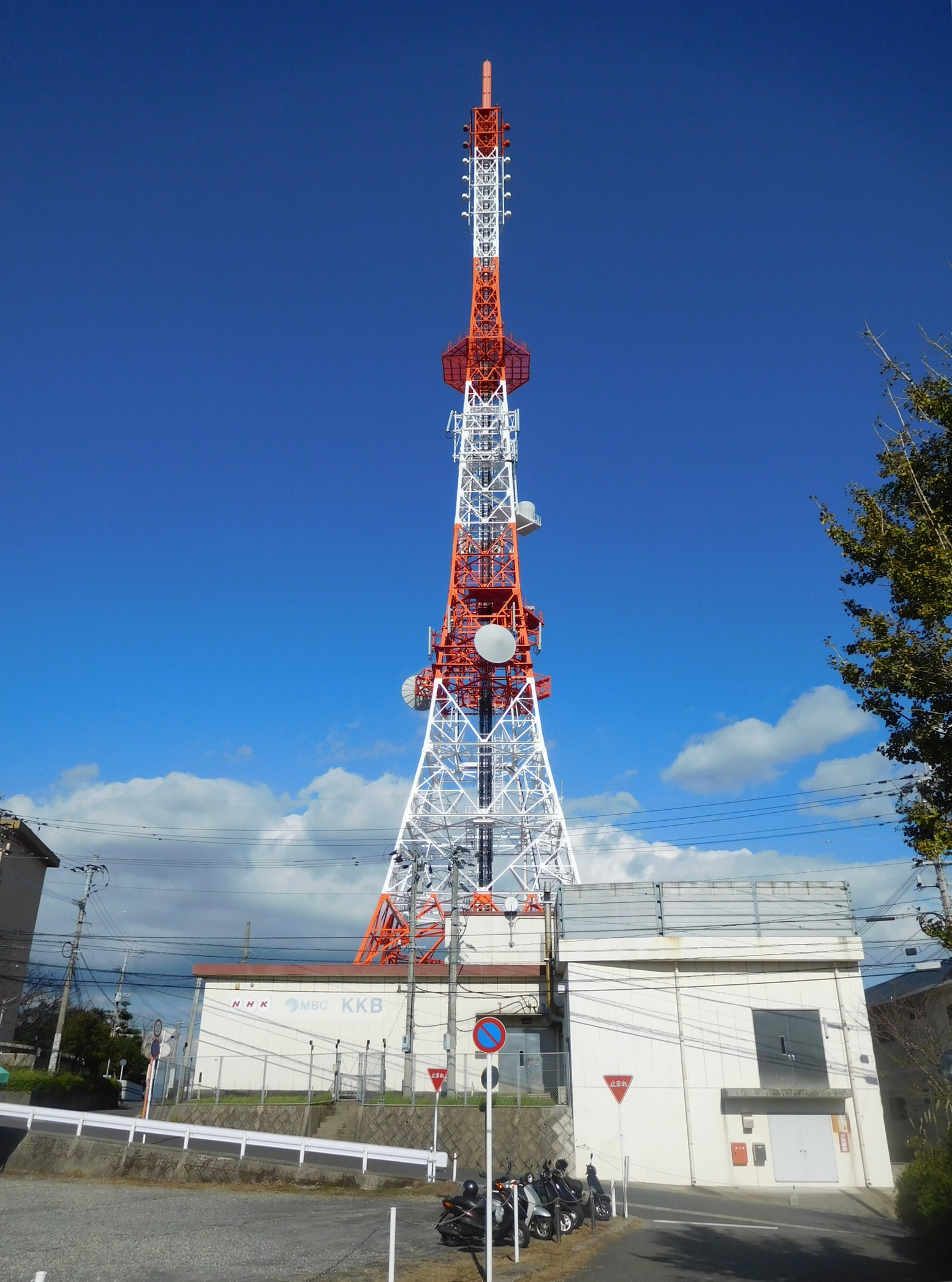
デジタルテレビ放送の送信所・鹿児島FM補完中継局（紫原、2015年）

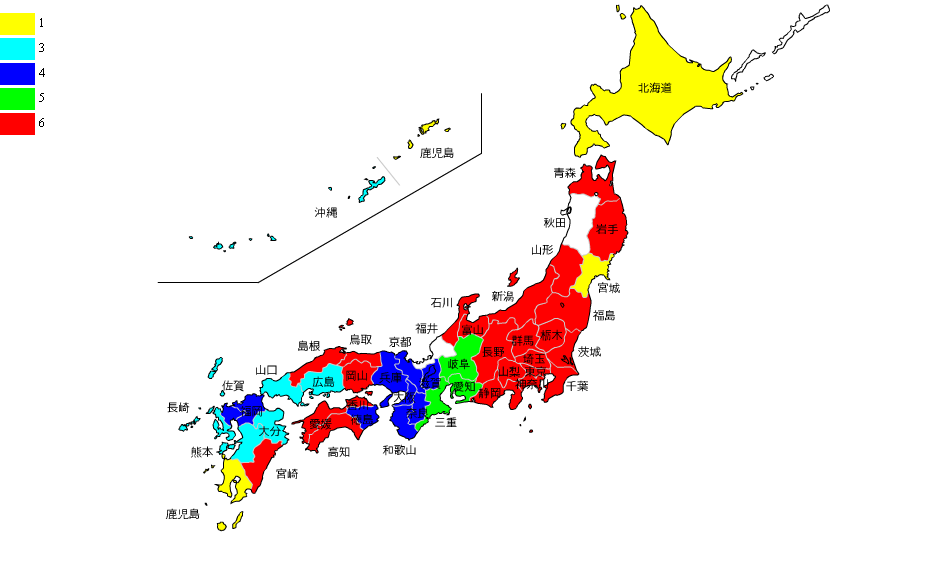
JNN系列のリモコンキーID地図

親局（送信所）のチャンネル（周波数）はラジオがAM1107kHz、テレビが40ch（デジタル、リモコンキーID：1ch）。
テレビ送信所は鹿児島市紫原（むらさきばる）のKKBの送信所からNHK鹿児島放送局とともに送信しており、MBCのFPU基地局も1986年より紫原に置かれている。
アナログ放送は城山からVHF帯の1chで送信していたが、デジタル放送はUHF帯で送信されるため、既存UHF局（KTS・KKB・KYT）が送信所を設けていた紫原へ移転するかたちとなった。
城山送信所からはエフエム鹿児島の電波（79.8 MHz）も送信されていたが、こちらも2011年8月1日に紫原にあるKKBの送信所へ移転した。城山送信所の解体・撤去工事は同年9月に開始し、同年10月19日までに完了した。

#### 主なテレビ中継局
地上デジタル放送において「大規模」「重要」とされているものを記載する。地上デジタル放送における開局順に並べた。
アナログ・デジタルの列はチャンネルを表記。所在地は自治体単位、離島については島名も付記している。中継局名からは中継局記事へリンクしている。
| 中継局名 | アナログ | デジタル | 所在地                     | 特記事項             |
| -------- | -------- | -------- | -------------------------- | -------------------- |
| 鹿屋     | 6        | 43       | 鹿屋市                     | 県内初のテレビ中継局 |
| 阿久根   | 10       | 25       | 薩摩郡さつま町・出水市     | 開局時は紫尾山中継局 |
| 枕崎     | 6        | 20       | 枕崎市                     |                      |
| 蒲生     | 50       | 20       | 姶良市                     | FMは姶良霧島とも表記 |
| 串木野   | 62       | 16       | いちき串木野市             |                      |
| 大口     | 11       | 25       | 姶良郡湧水町               | 開局時は栗野中継局   |
| 南種子   | 59       | 16       | 熊毛郡南種子町（種子島）   |                      |
| 頴娃     | 10       | 16       | 南九州市                   |                      |
| 名瀬     | 1        | 16       | 奄美市（奄美大島）         |                      |
| 中之島   | 44       | 40       | 鹿児島郡十島村             |                      |
| 志布志   | 61       | 20       | 志布志市                   |                      |
| 財部     |          | 40       | 曽於市                     | デジタル新局         |
| 瀬戸内   | 12       | 21       | 大島郡瀬戸内町（奄美大島） |                      |
| 末吉     | 62       | 20       | 曽於市                     | MBC初のUHF局         |
| 徳之島   | 60       | 16       | 大島郡徳之島町             |                      |
| 知名     | 1        | 21       | 大島郡知名町（沖永良部島） |                      |
| 種子島   | 60       | 25       | 西之表市                   |                      |

#### ラジオ

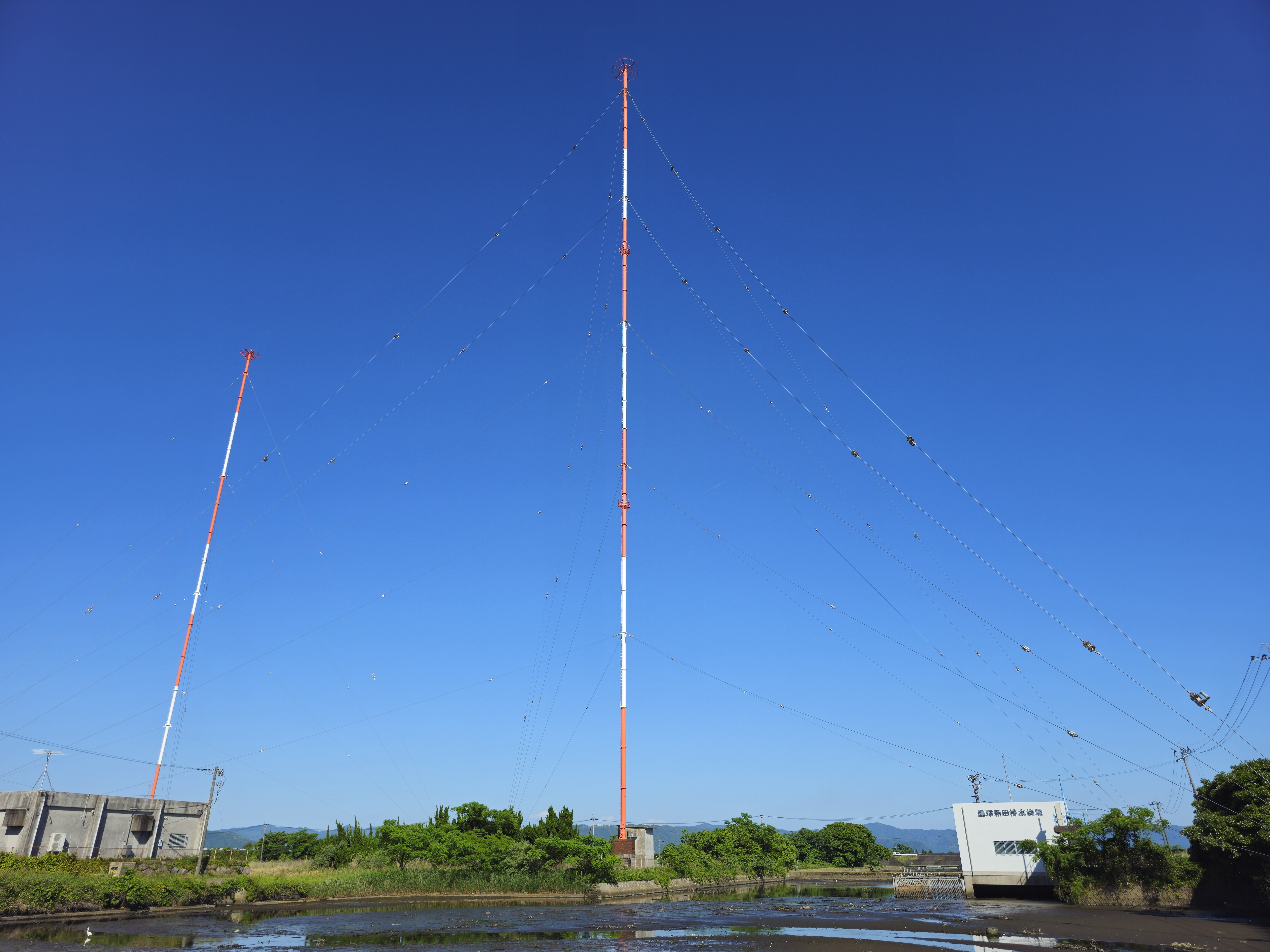
隼人ラジオ送信所（鹿児島本局）

2003年4月以降、AM（中波）では北薩地区に3か所、奄美市に1か所中継局が設置されているが、このうち北薩地区の3中継局は将来的な廃止を前提として2024年2月より運用を休止している（後述）。かつて（1962年 - 2003年）は鹿屋中継局（1062 kHz、100W）が存在した。
2015年1月1日にFM補完中継局が開局した。桜島の海底噴火や南海トラフ巨大地震などの重大災害に備えて設置。AM局における災害対策を名目としたFM補完中継局の設置は北日本放送、南海放送（いずれも2014年12月1日開局）に次いで3局目、すなわち九州・沖縄地方では初となる。2015年11月に阿久根・枕崎・鹿屋局、2017年度には蒲生・種子島局が開局、鹿児島県内のFM放送カバー率は約85パーセントとなっている。
MBCを含む民放AMラジオ44局では2028年秋の再免許交付までにFMラジオ局へ転換することを目指している。その一環として北薩地区のAMラジオ3中継局には2023年の再免許申請時に「AM局の運用休止に係る特例措置」が適用されており、2024年2月1日の正午より運用を休止している。隼人送信所（鹿児島本局）についても2028年の運用休止を検討している。総務省が2023年3月に公表した「AM局の運用休止に係る特例措置に関する基本方針」では「特例措置の適用期間の終了後に特例適用局を廃止する可能性がある旨も併せて周知広報を行うこと」としており、2024年2月1日のテレビ報道でAM中継局の廃止の可能性に言及している。
| AM放送         | AM放送       | AM放送   | AM放送     | AM放送 |
| 親局           | コールサイン | 周波数   | 空中線電力 | 備考 |
| -------------- | ------------ | -------- | ---------- | --- |
| 鹿児島（隼人） | JOCF         | 1107 kHz | 20 kW      | 南方向に指向性を設けている。2028年秋の運用休止を検討。                                                                                                  |
| 中継局         | コールサイン | 周波数   | 空中線電力 | 備考 |
| 阿久根         | JOCL（廃止） | 1107 kHz | 1 kW       | 2024年2月1日より運用休止中。運用休止中も北薩地区に特別警報級の災害が想定、または発生した場合は再開の可能性あり 阿久根FM局、一部は隼人AM送信所でもカバー |
| 大口           |              | 1107 kHz | 1 kW       | 2024年2月1日より運用休止中。運用休止中も北薩地区に特別警報級の災害が想定、または発生した場合は再開の可能性あり 阿久根FM局、一部は隼人AM送信所でもカバー |
| 川内           |              | 1107 kHz | 100W       | 2024年2月1日より運用休止中。運用休止中も北薩地区に特別警報級の災害が想定、または発生した場合は再開の可能性あり 阿久根FM局、一部は隼人AM送信所でもカバー |
| 名瀬           |              | 1449 kHz | 300W       | |
| FM放送         |              |          |            | |
| 中継局         | コールサイン | 周波数   | 空中線電力 | 備考 |
| MBC鹿児島FM    |              | 92.8 MHz | 1 kW       | サービスエリアは鹿児島市、指宿市、垂水市、霧島市、錦江町、南大隅町の鹿児島湾一帯。                                                                      |
| MBC阿久根FM    |              | 93.7 MHz | 100W       | これにより、鹿屋市、曽於市、志布志市、枕崎市、南さつま市、南九州市、阿久根市、薩摩川内市、伊佐市および出水市など本土一帯に放送エリアが広まった。        |
| MBC枕崎FM      |              | 94.8 MHz | 100W       | これにより、鹿屋市、曽於市、志布志市、枕崎市、南さつま市、南九州市、阿久根市、薩摩川内市、伊佐市および出水市など本土一帯に放送エリアが広まった。        |
| MBC鹿屋FM      |              | 94.2 MHz | 100W       | これにより、鹿屋市、曽於市、志布志市、枕崎市、南さつま市、南九州市、阿久根市、薩摩川内市、伊佐市および出水市など本土一帯に放送エリアが広まった。        |
| MBC蒲生FM      |              | 86.7 MHz | 100W       | 開局時は「蒲生」と呼称していたが、MBC公式ウェブサイトでは「姶良霧島」と表記している サービスエリアは姶良市、霧島市および鹿児島市と垂水市の一部。        |
| MBC種子島FM    |              | 82.3 MHz | 1 kW       | サービスエリアは西之表市、中種子町、南種子町および屋久島町と三島村の一部。                                                                              |

AM（中波、2024年1月まで）は、カーラジオなどでは昼間は宮崎県南西部（都城市、えびの市、串間市など）および熊本県南部（八代市、天草市牛深地区、水俣市など）まで聴取できる。この地域の一部では日常的にMBCラジオの番組宛てへメールやはがきを投稿する常連リスナーが古くからいた。冬季のみであるが、福岡県など九州北部でも受信できる事が、トラックドライバーなどから番組宛てに報告された事がある。沖縄本島北部の海岸線でも、カーラジオなどで昼間に聴取出来たとのメール投稿も以前あった。ちなみに昼間の中波受信の最長距離記録は、和歌山県すさみ町でラジオ無線関係の雑誌『ラジオマニア 2008』（三才ブックス）での屋外受信の実験企画において2008年春に成功している。なお、2024年2月の北薩の3中継局休止後、阿久根市や出水市周辺（かつての阿久根AM局エリア）ではAMは「アナウンサーが何を話しているのか聞き取れないほどの受信状況」であることを鹿児島県議会（令和6年第1回定例会）において県議の湯浅慎太郎が明らかにしている。
2011年10月3日からはradikoを通じてインターネット配信を実施している。おおすみFMネットワークやあまみエフエム、FMきりしま（おおすみFMネットワーク・FMきりしまは独自、あまみエフエムはSimulRadio）とは異なり、エリア判定により鹿児島県と見做される環境下（通常版。有料会員制「radikoプレミアム」に加入している場合は、県外でも受信可能）でのみで聴取できる。MBCラジオにおける1日のユニークユーザー数 (UU) は2023年時点で5,000から6,000ほどである。AM放送ではステレオ放送を実施していないが、radiko・FM補完中継局においては一部の番組・CMがステレオ音声で配信される。また、在京キー局（TBSラジオ、文化放送、ニッポン放送）と直接光回線を繋ぐことで、FM補完中継局では2015年時点で全国ネット番組もステレオ音声に対応していた。

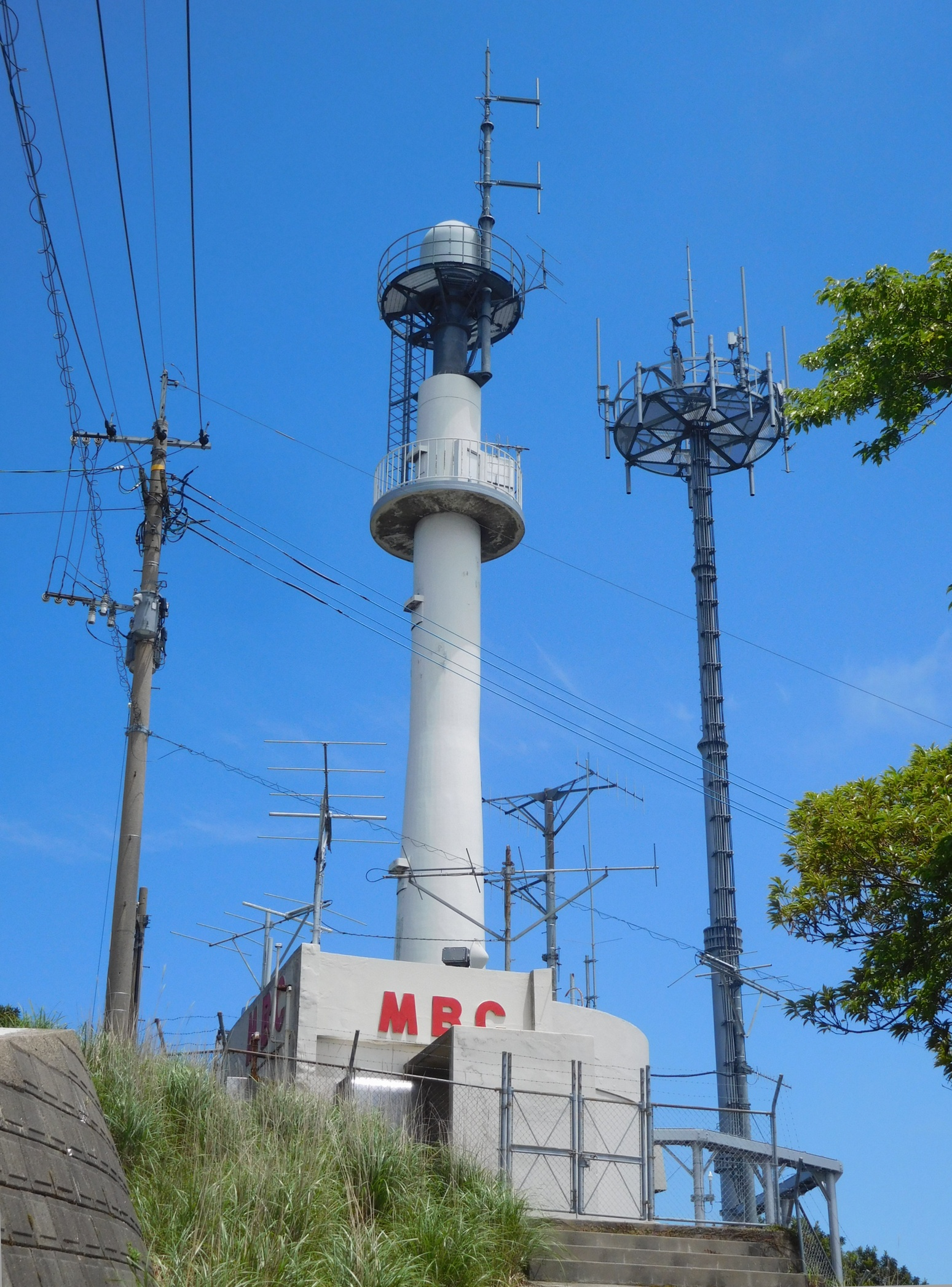
阿久根FM補完中継局（アナログテレビ塔を再活用した事例）
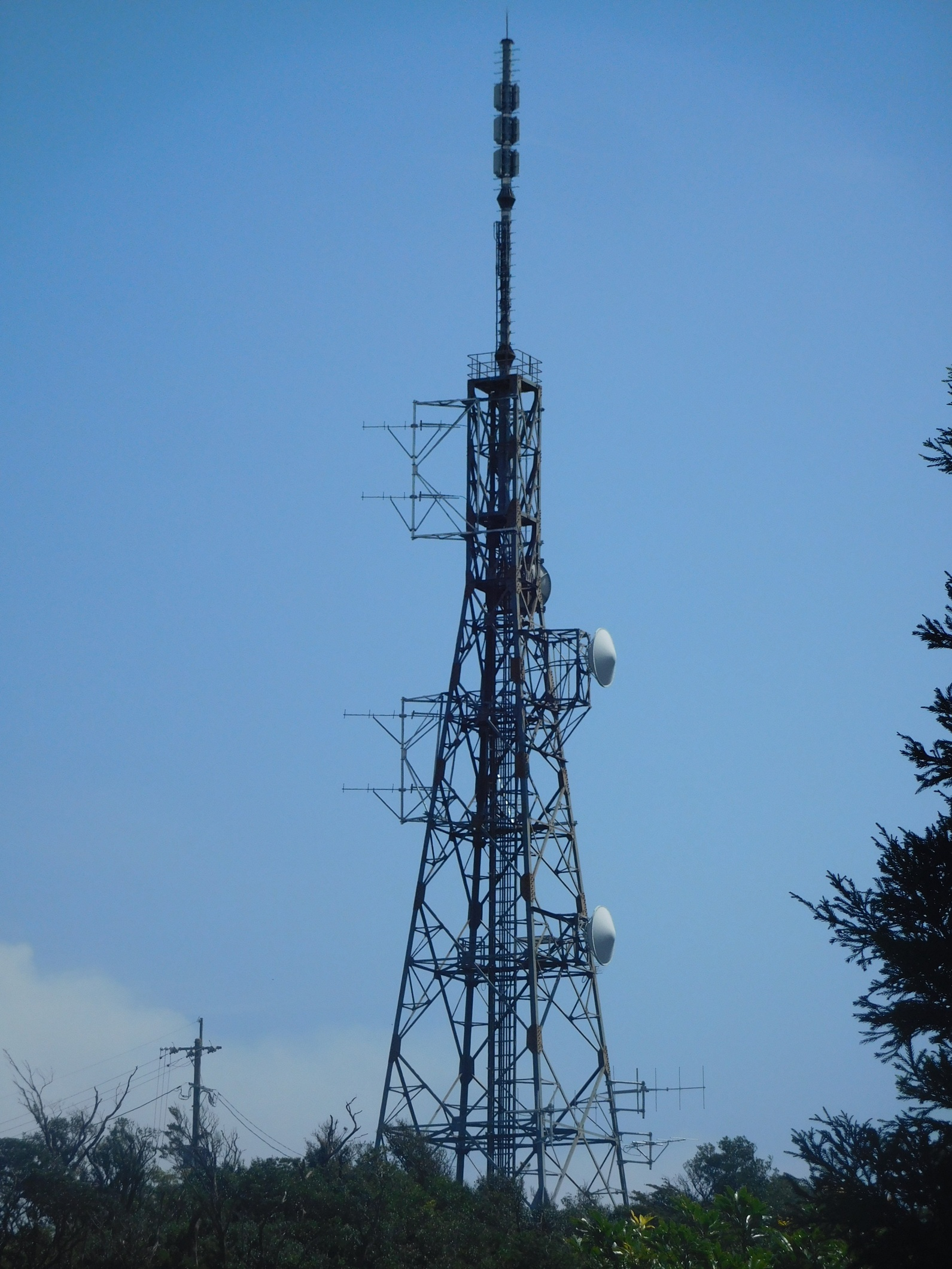
鹿屋FM補完中継局（デジタルテレビ塔にアンテナを増設した事例）
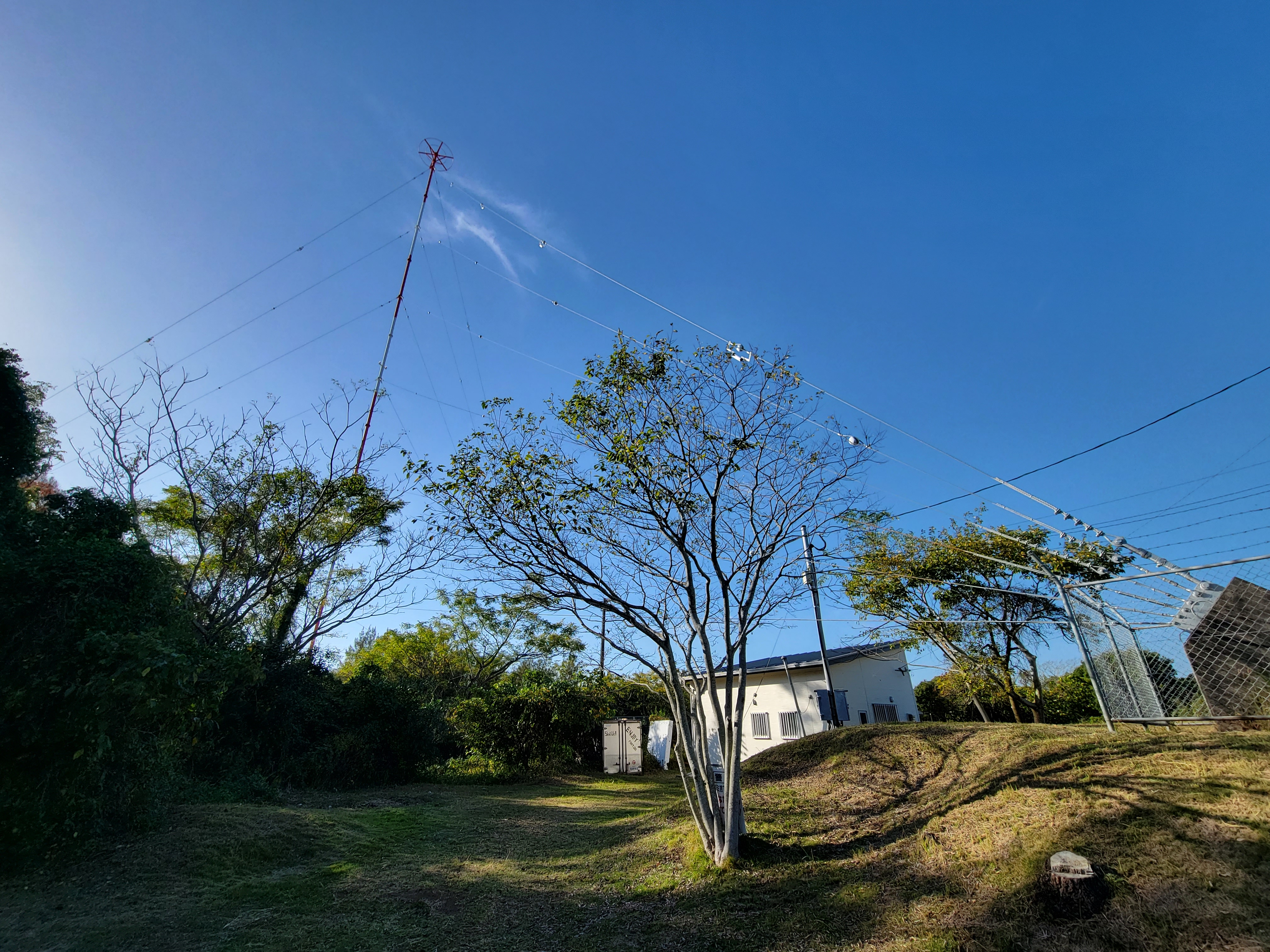
阿久根AMラジオ中継局（1989年設置の2代目）
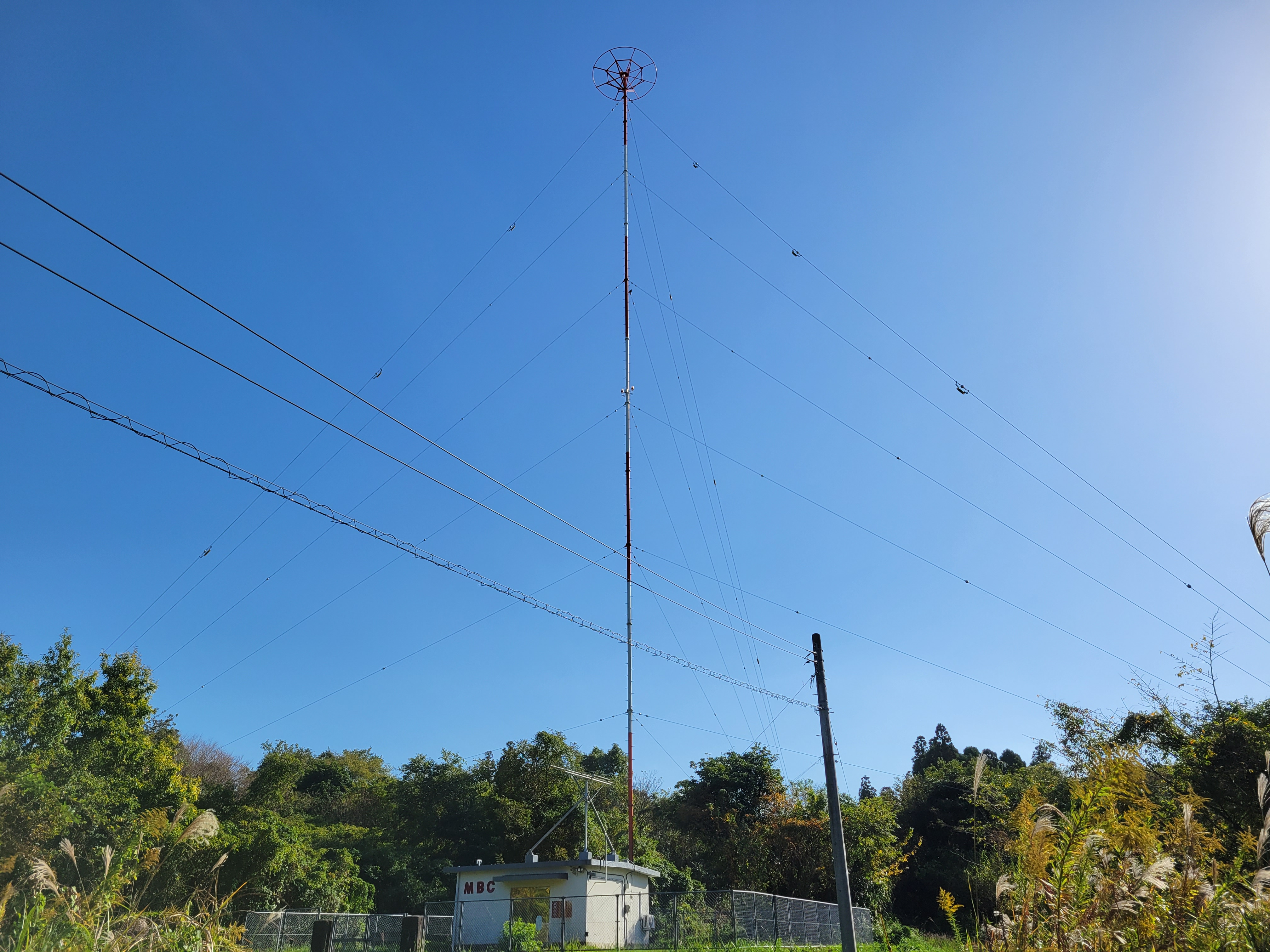
川内AMラジオ中継局
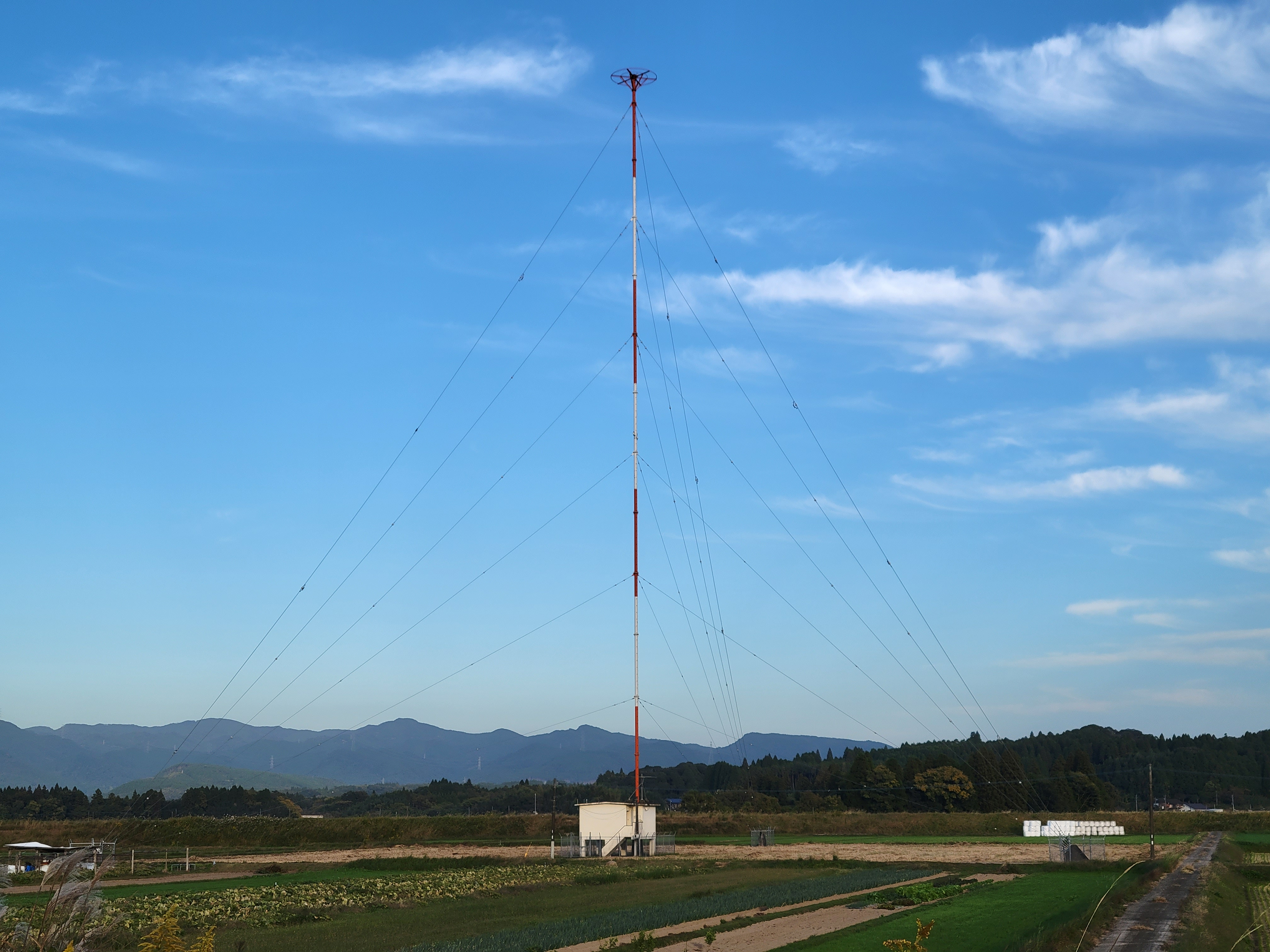
大口AMラジオ中継局

## 資本構成
企業・団体は当時の名称。出典：

### 2021年3月31日
| 資本金 | 発行済株式総数 | 株主数 |
| ------ | -------------- | ------ |
| 2億円  | 400,000株      | 146    |

| 株主                     | 株式数   | 比率   |
| ------------------------ | -------- | ------ |
| MBC畠中文化基金          | 76,276株 | 19.06% |
| 鹿児島県                 | 30,000株 | 07.50% |
| 岩崎産業                 | 24,060株 | 06.01% |
| 鹿児島市                 | 21,550株 | 05.38% |
| 南日本放送従業員持株会   | 19,930株 | 04.98% |
| 南日本銀行               | 12,180株 | 03.04% |
| 南日本新聞社             | 12,000株 | 03.00% |
| 山形屋                   | 12,000株 | 03.00% |
| いわさきコーポレーション | 12,000株 | 03.00% |
| 中川運輸                 | 12,000株 | 03.00% |

## 沿革

### 開局まで
第二次世界大戦後日本でも民間放送局が相次いで開局したが、開局の形態としては「地元新聞社のラジオ事業進出」または「地元自治体の共同出資」が多かった。鹿児島県の場合は当時の南日本新聞社社長 畠中季隆が、「3kWで鹿児島県全域と宮崎・熊本県の南部、南西諸島全域をカバーするラジオ局」の設立構想を打ち出した。
当初は当時の重成格鹿児島県知事は「ラジオ局はNHKで十分」と主張し、当時の鹿児島銀行の頭取も「鹿児島では商業放送は成り立たない」と否定的であったが、1952年（昭和27年）12月12日に南日本新聞紙面上で設立構想を掲載してからは、鹿児島県全体で協力体制が出来上がり、最終的には（当時日本復帰前の大島郡を除く）県内全市町村が出資した。
1952年（昭和27年）12月10日に南日本新聞本社3階に創立事務所を設置。1953年（昭和28年）1月31日に発起人総会が開かれ、送信所が鹿児島市吉野町に、演奏所は南日本新聞本社3階に第3スタジオまで設置することが報告された。2月11日に郵政省にラジオ局の開設申請を提出し、6月13日にラジオ南日本の創立総会が開催された。このときまでに略称がMBCと決定され、英称は現在と同じ"Minaminihon Broadcasting Company"であった。

送信所の出力は当時500Wまたは1kWが主流であり、3kWでの開局構想は異例のものであった。郵政省は異例の高出力と、同じ周波数を使用している金沢の放送局・北陸文化放送（ラジオ北陸、現在の北陸放送（MRO））との混信問題を懸念し、「アンテナ2基による指向性アンテナ」を条件に3kWでの送信を認められた。指向性アンテナは当時日本唯一のもので、指向性は南西諸島に向けられた。MBCは宮崎にも中継局を設置する予定であったが、こちらはラジオ宮崎（RMK、現在の宮崎放送）が設立されたことで阻止された。
創立総会の時点では開局日は1953年（昭和28年）11月1日の予定であったが、番組改編期に合わせる営業上の都合から、同年10月10日に前倒しされた。このため電波監理局の検査合格（本免許交付）と同時に開局しなければならなかった（実際は本放送開始2日前に免許交付）。なお、実際に本免許交付と同日に開局した事例はかのやコミュニティ放送ときもつきコミュニティ放送（2006年（平成18年）8月4日）がある。
1953年（昭和28年）10月10日に開局、現在も続く番組『城山スズメ』『希望のリボン』『歌のない歌謡曲』の放送もこの日から開始されている。ニュースは開局当時から、南日本新聞社と共同通信社から提供を受けていた。10月20日にMBCタレントの源流となるMBC放送劇団（南日本放送劇団）を創立。11月3日にはMBC開局祭が鹿児島市中央公民館で開催され、社歌となる「ラジオ南日本の歌」（現在は南日本放送の歌に改称 作詞：浜田盛秀・作曲：間宮芳生）が発表された。「ラジオ南日本の歌」は2012年（平成24年）末まで一日のテレビ放送開始・終了時にインストゥルメンタルとして流されていた。その後約5年の中断を経て、2018年（平成30年）からリメイクされて再び流されるようになっている。

### アナログテレビ放送開始

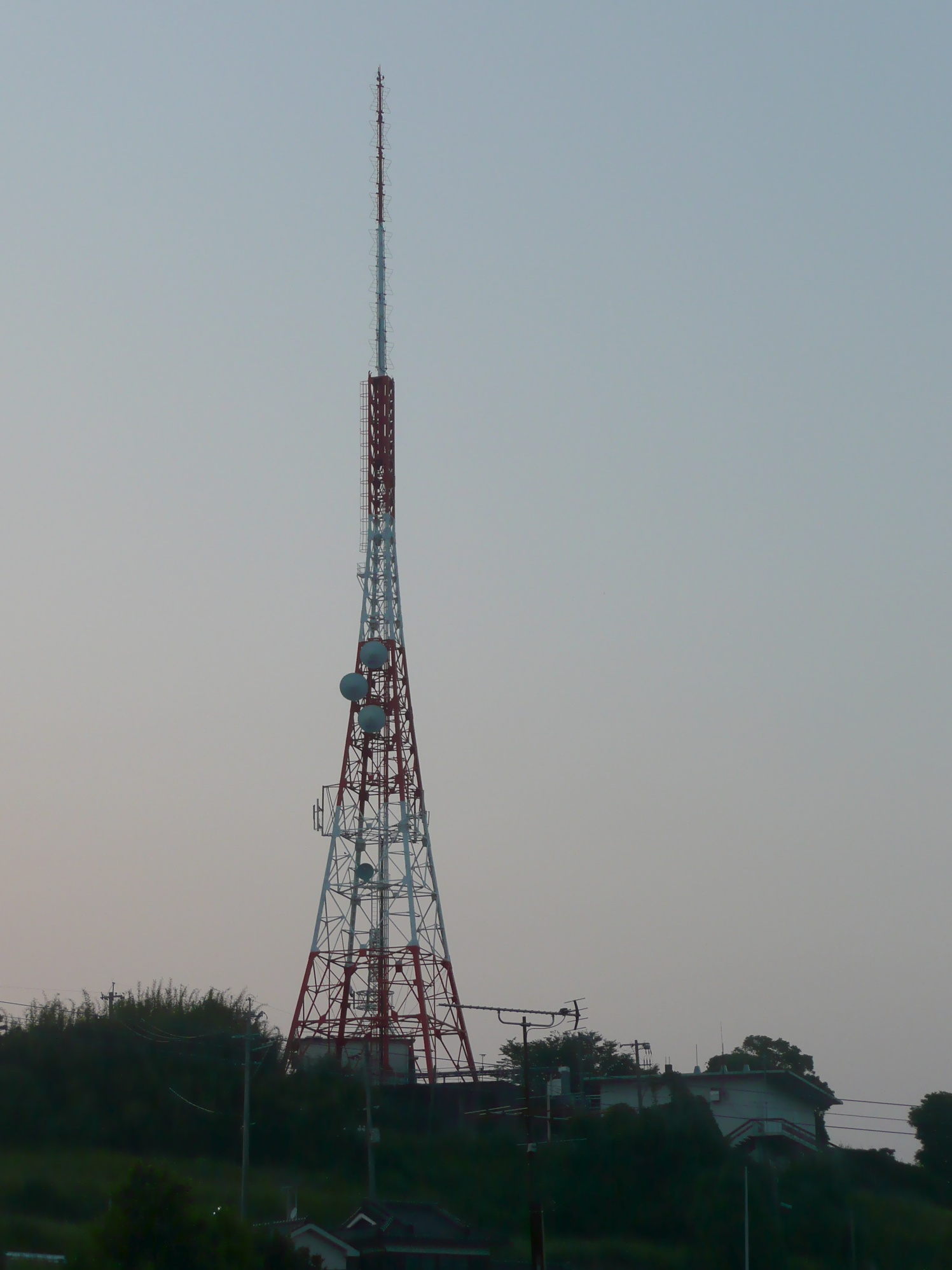
アナログ放送の城山送信所。1959年-2011年まで使用。

開局した1953年（昭和28年）は東京でテレビ放送が開始された年でもあった。MBCがテレビ開局準備局を設けたのは1956年（昭和31年）1月のことであり、1957年（昭和32年）10月22日に仮免許が交付された。テレビの送信所は1958年（昭和33年）6月から1959年（昭和34年）1月にかけて城山に、演奏所は1958年（昭和33年）11月から翌年1月にかけて鹿児島市高麗町に建設された。演奏所は4期に分けて建設され（MBCニューズナウなどで使用される第1スタジオは第1期、ラジオ兼用の第2スタジオは第2期）、最終的には1960年（昭和35年）に完成した。1階は甲突川の氾濫対策で高床設計であり、これが1993年（平成5年）の8.6水害で水没の危機に瀕した社屋を救うこととなる。
1959年（昭和34年）4月1日の午前8時45分にテストパターンを流して（アナログ）テレビ放送を開始。同年8月にはJNNに加盟したが、MBCとしては「ニュースはJNN、一般番組はフリーネット」の姿勢であった。TBSとはその後、1967年（昭和42年）10月13日に編成・報道・営業の3協定を締結している。
番組編成はKTS・KKB・KYTが開局する（1969年（昭和44年）4月・1982年（昭和57年）10月・1994年（平成6年）4月）毎に大幅に変更され、現在では一般番組も、おおむねTBS系列を中心に編成されている。
1961年（昭和36年）10月に「ラ・テ兼営となった実態に即すため」として、社名をラジオ南日本から南日本放送へ変更した。

### 報道体制の強化・中継局の整備・KKBとの関係
1961年（昭和36年）7月3日にローカルニュース番組の制作を開始。ラジオでも1967年（昭和42年）10月からニュースの自主編集が開始された。1976年（昭和51年）10月には夕方の30分ワイド番組『MBC6時こちら報道』が開始された（現在はMBCニューズナウとして放送）。取材拠点は1968年（昭和43年）の鹿屋を始めに、1970年代にかけて県本土の各所と奄美大島に設置された。
テレビ中継局の整備は1960年（昭和35年）の鹿屋中継局に始まる。ただし、鹿屋中継局は「宮崎放送の鰐塚山送信所からのスピルオーバーによる視聴者流出」への対策の意が強く、他の主要中継局は1963年（昭和38年）から順次設置されていった。離島の中継局は1970年代に整備された。奄美大島へは1977年（昭和52年）に放送を開始し、与論島にも1980年（昭和55年）3月に中継局が設置された。同時に難視聴地域を対象とした微小局・ミニサテライト局の設置も進められた。
1982年（昭和57年）10月のKKB開局の際には社員出向や中継局の共同使用などの協力を実施。MBCとKKBの関係はさながら「兄弟会社」のようなものであった。現在もMBCはKKBに出資しており、関係は現在でも続いている。

### 8.6水害・日本の放送局初の気象予報業務許可、そして通常時終夜放送開始へ
1993年（平成5年）8月6日の「平成5年8月豪雨（通称・8.6水害）」では鹿児島市が甚大な被害を受けた。MBCの社屋も水没の危機に瀕し、社内に残ったアナウンサー、スタッフ、報道部員など社員一丸となって土嚢を積みバケツやモップによる必死の排水作業を続けかろうじてテレビマスター室の防衛に成功したが、同局が所有するラジオ中継車「ポニー号」3台とその他社用車の大多数を水没させた。幸いテレビ中継車および衛星中継車　ステージカーは、日置郡伊集院町（現在の日置市）でのゴルフ大会収録に出動していたため水没を免れた。
この日は細川内閣成立に関する報道特番がJNNでは編成されていたが、MBCではMBCニューズナウの終了後引き続いて8.6水害に関する報道を随時挿入し、21時台のドラマ『イエローカード』を途中打ち切り後は翌朝まで報道を続けた。この報道姿勢は高く評価され『20世紀放送史』（日本放送協会・編、2001年）にも掲載されるほどであったが、MBCとしては「自ら気象情報を提供することはできたのか?」という課題が残された。これに対する答えが1995年（平成7年）の気象予報業務許可（気象庁第41号）であった。鹿児島地方気象台の気象予報官（前田一郎、のちに同気象台に復帰後、予報課長に就任）を出向で受け入れて各番組でMBC独自の予報を提供し、1998年（平成10年）春からはフィラーとして日曜深夜を含めて天気予報を放送しているが、演奏所等の大規模修繕工事実施の際は停波を要するため休止となる。なお、平常時（演奏所等の大規模修繕工事実施時を除く）における終夜放送の導入は南九州・沖縄地区の民放テレビ局13社では初の試みである。

### 2001年以降
2002年（平成14年）からは現在のキャッチフレーズ「ふるさとたっぷりMBC」を使用（テレビのみ2004年（平成16年）・2005年（平成17年）は「かごしまlife」）。同時期に開局50周年を迎えたことから、過去のドキュメンタリー番組を『アーカイブス50』として放送した。
2006年（平成18年）12月に地上デジタル放送とワンセグの本放送を開始。2008年（平成20年）の開局55周年記念事業「MBCウミガメプロジェクト」においてはウミガメ（男の子と女の子）のマスコットキャラクター「ユウ（遊海）」「ミウ（美海）」が設定された。名前は一般公募により選定された。2011年（平成23年）7月24日にはアナログテレビ放送が終了し、同年11月までに城山送信所が解体された。
2013年（平成25年）に開局60周年を迎えたことから、MBCではテーマ曲『見つめあうだけで』および「60」をあしらったムービングロゴを同年1月1日に制定した。『見つめあうだけで』は韓国のデュオ「HUE」が歌唱し、テレビではプロモーションビデオを一日の放送開始・終了時などに同年末まで放送されていた。
なお、2009年（平成21年）4月から1年間「MBCテレビ50 あの頃のふるさと」（平日23:55、）、2012年度にも1年間MBCニューズナウ内にて過去の鹿児島のニュース映像を振り返るコーナーを放送しており、2015年（平成27年）7月6日から「MBCアーカイブス あの日のふるさと」（平日18:55）を放送するなど地域密着型の編成を行っている。
2014年（平成26年）10月からは同局では14年半ぶりとなる夕方ワイド番組『かごしま4』がスタートした。

### 年表
- 1953年（昭和28年）
  - 6月13日 - ラジオ南日本の創立総会を開催。
  - 6月23日 - 「株式会社ラジオ南日本」会社設立。当時の局舎は南日本新聞の社屋を間借りする形でおかれた。
  - 8月1日 - ラジオ予備免許交付。
  - 8月20日 - 鹿児島市吉野のラジオ送信所が着工。
  - 10月1日 - ラジオの試験放送開始。この時点では鹿児島市易居町（南日本新聞社社屋内）の演奏所が完成しておらず、吉野送信所から放送を行っていた。
  - 10月8日 - ラジオ本免許交付（760kc,3 kW）
  - 10月10日 - 午前5時30分に全国26番目にラジオ放送開始。現在も続く番組『城山スズメ』も開始。
  - 10月20日 - MBCタレントの源流となる『南日本放送劇団』を創立。
  - 11月1日 - 本来の開局予定日。鹿児島市易居町からの放送を開始。
  - 11月3日 - 鹿児島市中央公民館で「ラジオ南日本の歌」を発表。
- 1956年（昭和31年）
  - 2月13日 - テレビ放送局免許申請。
  - 10月1日 - 鹿児島市吉野のラジオ送信所の出力を5kWに増力。
- 1957年（昭和32年）
  - 7月4日 - アナログテレビ放送の送信所を鹿児島市の城山に設置することを決定。
  - 10月22日 - アナログテレビ放送の予備免許を取得。
  - 12月29日 - 現社屋のある鹿児島市高麗町にテレビ放送の演奏所をおくことを決定。
- 1958年（昭和33年）
  - 4月10日 - MBC初のAMラジオ中継局である阿久根送信所（JOCL）が開局。
  - 6月16日 - アナログテレビ放送の城山送信所の起工式。
  - 11月1日 - テレビ演奏所の起工式。
- 1959年（昭和34年）
  - 2月23日 - テレビ放送の送信所・演奏所の火入れ式。
  - 3月1日 - アナログテレビ放送の試験放送開始。
  - 4月1日 - アナログテレビ放送開始。午前8時45分にテストパターンを流す。
  - 8月17日[33] - TBSテレビをキーステーションとするテレビネットワーク、ジャパン・ニュース・ネットワーク（JNN）が発足。全国16局の加盟社の一員となる[33]（JNN協定の成立は同月1日[38]）
- 1960年（昭和35年）
  - 3月7日 - アナログテレビ放送において昼間の放送を開始。
  - 4月14日 - MBC放送会館（現社屋）の起工式。
  - 11月10日 - MBC初のテレビ中継局となる鹿屋中継局が開局[注 18]。
- 1961年（昭和36年）
  - 3月26日 - MBC放送会館の落成。
  - 10月1日 - 社名を「株式会社南日本放送」に変更。
- 1962年（昭和37年）
  - 3月25日 - 労働組合が賃上げで無期限ストライキを実施。3月28日に解決。
  - 10月1日 - 吉野ラジオ送信所の周波数を760kcから1110kcに変更。
  - 11月1日 - アナログテレビ放送において午前の放送を開始。
- 1963年（昭和38年）12月1日 - テレビ放送の紫尾山中継局[注 19]が開局。
- 1964年（昭和39年）10月1日 - テレビ放送の枕崎中継局が開局。
- 1965年（昭和40年）5月2日（社史では4月20日） - TBSラジオをキーステーションとしたラジオネットワーク、ジャパン・ラジオ・ネットワーク（JRN）が発足、加盟。
- 1966年（昭和41年）7月8日 - アナログテレビ放送においてカラー放送を開始[39]（九州内の民放では福岡のRKB毎日放送に次いで2番目）。当初は1週間で2時間程度のみであり、年数をかけてカラー化を進めた。
- 1968年（昭和43年）10月 - ニッポン放送と文化放送をキーステーションとしたラジオネットワーク、全国ラジオネットワーク（NRN）に加盟。
- 1969年（昭和44年）9月 - 北別館ならびに本館増築工事が完工。カラー放送対応の第1スタジオが完成。（当初はカラーカメラ未導入）
- 1971年（昭和46年）7月 - 大型カラー中継車を導入。同年9月のロケット発射中継や翌年の太陽国体など幅広く活躍する。
- 1972年（昭和47年）
  - 4月 - お天気カメラを導入（JNN系における先発導入組）当初は北別館7階会議室に設置。75年3月より本社鉄塔上に移設。
  - 10月 - 当時の準キー局の朝日放送制作のテレビドラマ『日本の嫁シリーズ』の第1作『嫁ふたり』（主演：和泉雅子・京マチ子）に制作協力として参加。
- 1976年（昭和51年）
  - 10月4日 - 鹿児島県の民放局として初めてのニュースワイド番組『MBC6時こちら報道』を開始。
  - 12月 - アナログテレビ放送が、鹿児島テレビ放送と共に、奄美地域初の民放アナログテレビ中継放送局、名瀬中継局が完成し、試験放送を開始（放送技術の向上と奄美群島振興開発事業の非公共事業として国が整備を支援したことにより、同中継局が完成）[40]。
- 1977年（昭和52年）1月28日 - 名瀬中継局でのアナログテレビの本放送開始（鹿児島テレビ放送の同中継局も同日開始）[40][41]。
- 1978年（昭和53年）11月23日 - 吉野送信所の周波数を1110kHzから1107kHzに変更（9kHzステップの移行に伴うもの）。
- 1981年（昭和56年） 4月1日 - 吉野送信所の送信出力を5kWから20kW[注 20]に増力。
- 1982年（昭和57年）
  - 4月1日 - アナログテレビ放送において音声多重放送を開始（南九州地区のテレビ局では初。当初は奄美群島地区は除く）。
  - 7月7日 - AMラジオ放送の音質向上を目的にプリエンファシス方式を導入。午前9時の生ワイド番組内より放送開始（当初は吉野送信所エリアのみ）
- 1983年（昭和58年）10月1日 - コーポレートアイデンティティ（CI）を実施。ロゴが現行のものに更新されると同時にシンボルマークを制定。
- 1986年（昭和61年）10月1日 - AMラジオ放送の送信所を鹿児島市吉野から隼人町（現・霧島市）に移転。
- 1987年（昭和62年）4月 - 南別館（報道センター棟）が完成。
  - 10月 - ラジオ放送で『MBC50ニュース』を開始。
- 1988年（昭和63年）平日のみラジオ終夜放送開始。いすゞ歌うヘッドライト（TBSラジオ制作）を、ネット開始した。
  - 10月6日 - テレビ 『ザ・ベストテン大移動・鹿児島編』を、鹿児島港小川埠頭特設会場から期首改変（552回目）とMBC開局35周年を兼ねて全国ネットで放送。MBCから采野吉洋アナウンサーと、山崎典子アナウンサー（当時）が参加した。鹿児島地区では70.5%と非常に高い視聴率を獲得したものの、関東地区では9.8%と番組初の一桁台の視聴率に終わった。
- 1989年（平成元年）
  - 3月4日 - AMラジオ放送の阿久根中継局の周波数を1557kHzから1107kHzに、送信出力を100Wから1kWに変更。コールサイン（JOCL）を廃止。
  - 10月27日 - アナログテレビ放送においてクリアビジョンを開始。
- 1990年（平成2年）2月18日 - 衆院選で鹿児島テレビ・鹿児島放送とともに誤当確[42]。『MBC6時こちら報道』が同年4月に『MBCニューズナウ』へ衣替えした一因となる。
- 1993年（平成5年）8月6日 - 平成5年8月豪雨（通称8.6水害）により甲突川が氾濫、MBC放送会館が水没の危機に瀕した。テレビ・ラジオ双方で終夜放送を実施。
- 1995年（平成7年）5月18日 - 放送局としては初めての気象予報業務許可を得る。
- 1998年（平成10年）4月 - フィラーとしてお天気情報を流すことによりテレビの終夜放送を開始。またラジオも同様に日曜深夜を含めた終夜放送を開始（2023年5月までは日曜深夜=月曜未明は2:15‐4:00に休止枠があった）。
- 2003年（平成15年）3月31日 - AMラジオ放送の鹿屋中継局を廃止。
- 2006年（平成18年）
  - 8月1日 - 地上デジタル放送に対応したマスター（主調整室）設備に更新（NEC製）。
  - 10月2日 - 地上デジタル放送の試験放送開始（11月4日まで）。
  - 11月5日 - 地上デジタル放送のサービス（サイマル）放送開始。
  - 12月1日 - 地上デジタル放送とワンセグの本放送を開始。
- 2007年（平成19年）10月1日 - MBC初の地上デジタル放送の中継局となる鹿屋・枕崎・阿久根・蒲生中継局が開局。
- 2008年（平成20年）8月1日 - 地上デジタル放送の名瀬中継局（奄美大島）が開局。
- 2010年（平成22年）5月21日 - Ustreamを使いラジオ生放送中のスタジオの模様をライブ動画で配信するサービスが一部の番組でスタートする[注 21]。
- 2011年（平成23年）
  - 7月24日 - アナログテレビ放送終了。
  - 10月3日 - MBCラジオがradikoを用いたインターネット配信（実用化試験配信）を開始[25]。
- 2015年（平成27年）
  - 1月1日 - FM補完中継局としてFM92.8MHzでの放送開始[2]
  - 11月1日 - 阿久根、鹿屋、枕崎の各FM中継局が本放送を開始[43][44]。
- 2016年（平成28年）
  - 10月 - 2016年度上期視聴率で3冠（全日・ゴールデン・プライム）を獲得[45]。
- 2022年（令和4年）
  - 3月14日 - テレビマスターを更新[46]。
  - 8月29日 - ラジオマスターを更新[47]。
- 2023年（令和5年）1月21日 - MBC創立70周年記念特別番組『島を旅する 世界遺産奄美大島』が第32回JNN企画大賞を受賞し全国ネットで放送。旅人は上白石萌歌（鹿児島出身）、ナレーションは山口智充（父親が鹿児島出身）が務めた[48][49]。
- 2024年（令和6年）2月1日 - 正午よりAMラジオの阿久根、川内、大口中継局の運用を休止[50][19]。

### テレビネットワークの移り変わり
- 1959年（昭和34年） 
  - 4月1日 - テレビ放送開始。日本テレビ・ラジオ東京テレビ（現・TBSテレビ）・フジテレビ・日本教育テレビ（NET、現・テレビ朝日）とネットを組む。
  - 8月 - ニュースネットワークのJNNに加盟。以降ラジオ東京テレビ→TBSテレビ主体編成のフリーネットとした。
- 1967年（昭和42年）6月 - 民間放送教育協会に加盟。
- 1969年（昭和44年）4月1日 - 鹿児島テレビ放送（KTS）開局。同局と日本テレビ・フジテレビ・NETテレビの番組を共有することとなった。
- 1975年（昭和50年）3月31日 - JNNの準キー局が腸捻転解消により朝日放送から毎日放送に変更。関西発の全国ネット番組をKTSと交換したが、腸捻転解消後もNETテレビ→テレビ朝日系へと変更された一部の番組は、そのまま1982年9月までMBCでネットを続けた。
- 1982年（昭和57年）10月1日 - 鹿児島放送（KKB）の開局により民教協制作分を除いたテレビ朝日の番組が移行。日本テレビ・フジテレビの番組がKTSとの共有から編成にあふれた分のみネット放送に格下げとなる（これにより2割ほどがKTSへ移行）。これまでMBCでネットされていなかったTBS制作の生ワイドショー番組『モーニングジャンボ奥さま8時半です』や『3時にあいましょう』が新たにネット開始。
- 1992年（平成4年）9月 - MBCで放送されたフジテレビ系列の番組を一斉に打ち切り、『新伍&紳助のあぶない話』のみがKTSに移行した。『サザエさん』の本放送と火曜版のみ、本放送版のスポンサーの東芝が、KTSのフジテレビ系列フルネット化までMBCで放送させたいとの意向を示したことから、番組構成上KTSでの放送となる『FNSの日』への内包時を除き、特例でMBCに残る（火曜版はローカルスポンサーの提供で、1993年2月時点で放送されている）[51]。
- 1994年（平成6年） 4月1日 - 鹿児島読売テレビ（KYT）開局。最後まで残っていた日本テレビの番組（『MBCサスペンス劇場』・『全日本プロレス中継』）がKYTへ、フジテレビの番組（前述の『サザエさん』のみ）がKTSへ移行される。
- 1995年（平成7年）3月31日 - 『健康増進時代』が終了。これにより日本テレビのネット関係が完全に途絶える。

### 社史・記念誌
- 南日本放送十年史（南日本放送・編） 1963年（昭和38年）10月10日発行、301ページ[52]。
- MBC十五年の歩み（南日本放送・編） 1968年（昭和43年）6月23日発行、52ページ[53]。
- MBC二十年の歩み（南日本放送・編） 1973年（昭和48年）9月30日発行、64ページ。
- 生き生き25年 南日本放送のあゆみ（南日本放送25周年記念出版委員会・企画） 1978年（昭和53年）10月10日発行、143ページ。
- 未来を拓く MBC35年のあゆみ（南日本放送35周年記念出版委員会・企画） 1988年（昭和63年）10月発行、177ページ。
- MBC50年の軌跡（南日本放送・編） 2004年（平成16年）発行、277ページ。
- MBC51～60年の軌跡 ： 地域メディアとして（南日本放送・編）発行年不詳。
  - 2004年から2013年が収録範囲。奥付に発行年月日の記載なし。2013年12月に運用されたイベント放送局「奄美復帰60FM」に触れており、2014年発行と推測することはできる。
- MBC61～70年の軌跡 ～地域の人々と喜怒哀楽をともに～（南日本放送・編）発行年不詳。
  - 2014年から2023年が収録範囲。奥付に発行年月日の記載なし。2024年2月の北薩AMラジオ中継局の休止を過去形で触れており、あとがきは「2024年3月3日」執筆としていることから、2024年発行と推測することはできる。

## スタジオ・関連設備等

### 本社
本社は3つの建物に分かれており、此処では説明上「本館」「北別館」「南別館」とする。
第1スタジオ
テレビ制作用のスタジオ。本館内にある。放送会館の増築工事により、1969年（昭和44年）にカラー放送対応のスタジオとして完成。以後、半世紀近くに渡ってMBCの歴史を見守ってきた。現在は「MBCニューズナウ」・「ズバッと!鹿児島」・「てゲてゲ」等、定時ニュース以外の殆どの番組が此処で制作されている。また、選挙や記念特番も基本的に此処から（生）放送される。
ニューススタジオ（テレビ用）
南別館（1987年（昭和62年）春に竣工）にあるスタジオで、報道センター内に設置されている。「MBCニューズナウ」も2006年（平成18年）11月30日まではこのスタジオから生放送されていた。現在も「かごしま24」や「MBCニュース」、気象情報は此処から放送されている。
第2スタジオ
ラジオ制作用のスタジオで、「スマイリー園田のLive Alive」等の公開生放送の他、大人数での音声収録などに使用されている。本館にあり、こちらも1961年（昭和36年）から使用されている。通常展望スタジオを利用する番組において、リニューアル工事や、大規模な不具合が起きた時の代替スタジオとしても利用されている。
展望スタジオ
ほぼ全てのラジオ生ワイド番組の放送を行うラジオスタジオで、MBCラジオのメインスタジオでもある。本館2Fにあり、近年設備が改装された。2010年（平成22年）からはUSTREAMを使用したネット上の生放送も一部番組で行われている。
ニューススタジオ（ラジオ用）
テレビ用と同じく、報道センター内に設置されている。『MBC50ニュース』（平日朝ワイドシリーズ内を除く）、『MBCニュース』（ラジオ版、定時放送に限る）、『歌のない歌謡曲』で使用される。
- この他にもラジオスタジオが存在し、テレビのナレーション録音・ラジオ番組収録に使われている。

MBCホール
北別館7F（最上階）に設置された、中規模なホール。主にMBCユースオーケストラや、年末の県民第九の練習会場等として使用されている。
社員食堂「すずめ」
多くの社員が利用している。MBCの番組やHPでは何故か存在に触れられる事はあまりないが、元UMKの首藤真吾が休暇で同期生の古山かおりを尋ねた際、同社のHP上で公開された。
玄関ロビー
地上デジタル放送開始に合わせ、2006年（平成18年）頃に改装された。一時期はスタジオ改装等の事情で、各番組の生放送・収録にも使われていた。なお、平成5年8月豪雨では甲突川の氾濫で冠水し、その様子がMBCのカメラを通して全国へ伝えられた。

### 本社以外
- 東京支社・薩摩川内支社・霧島支社・鹿屋支社・奄美支局には中継用の簡易スタジオがある。また、南日本新聞編集局にも中継用のデスクが置かれている。
  - 東京支社の簡易スタジオに関しては、ラジオ番組『日高正人の銀座ナマナマ天文館』の収録にも使われ、鹿児島の本社でリモート録音されている。
  - 奄美地方にはラジオ名瀬中継局が存在し、同局にコールサインは割り当てられていないものの災害発生時など独自放送を行うことがある[注 23]。この場合は基本的に鹿児島本社のスタジオから放送が行われている模様。
- MBCメディアホール - 本社近くの「MBC開発ビル」4Fにあるホール。各種イベントに使用されているが、近年は此処でラジオ特番の生放送・収録を行う事も多い。

## 主なテレビ番組
2025年7月現在。※インターローカルTV（CS無料放送）にも、番組配給している。

### 自社制作番組
- MBCニュース（随時）
- MBC1チャンナビ!（随時）
- MBCごごナウ（月曜 - 金曜 15:40 - 15:49） - 2024年10月の改編で終了した『かごしま4』のニュースコーナーを引き継ぐ形となる。
- MBCニューズナウ（月曜 - 金曜 18:15 - 18:55）
- MBCアーカイブス あの日のふるさと（月曜 - 金曜 18:55 - 19:00、再放送・月曜 - 金曜 4:55 - 5:00） - 2019年3月までは、『MBCアーカイブス 昭和のふるさと』として放送されていた。
- THE TIME, 鹿児島!中高生ニュース（月曜 6:30 - 、再放送：木曜　6:30 - ） - 朝の情報番組『THE TIME,』の番組コーナー「全国!中高生ニュース」の鹿児島ローカル版としてローカル枠内で放送。
- ノーカットホテイソン（月曜 23:56 - 翌24:26） - お笑いコンビ・東京ホテイソンの冠番組。第1シーズンは2024年10月より全20回放送。第2シーズンは2025年4月より全21回放送予定。鹿児島県内各所を巡るいわゆる「街ブラ」番組。番組名の通り各回（26分20秒）をノーカット（疑似生放送）で撮影。全20回分の収録は番組開始前の2日間で既に終了している。「TVer」サービスでも配信[55]。
- てゲてゲ（水曜 19:00 - 20:00、再放送・土曜『日曜深夜』 24:28 - 25:58）
- どーんと鹿児島（水曜 20:00 - 20:54、再放送・金曜『土曜深夜』 24:43 - 25:37）※TVerで見逃し配信あり
- キニナルみなみ（金曜 9:55 - 10:25）
- うわさのレシピ（金曜 9:55 - 『キニナルみなみ』内）
- かごよんフライデー（金曜 15:49 - 16:50） - 2014年10月から2024年9月までは平日の帯番組『かごしま4』として放送していた。
- 国保でHOT情報（毎月第1金曜 16:35頃）
- かごしま防災スイッチ（土曜 12:55 - 13:00）
- Kagoshima SDGs 17colors（毎月第3土曜 13:54 - 14:00）
- チェスト～明日への言葉～（毎月第4土曜 16:54 - 17:00）
- ミライのタネ（毎月第2週土曜 16:54 - 17:00）
- さつま狂句（日曜 6:05 - 6:15）
- 新 窓をあけて九州（日曜 10:00 - 10:15、JNN九州6局持ち回り制作）
- 世界一の九州が始まる!（日曜 10:15 - 10:30、JNN九州・沖縄7局持ち回り制作）
- 市民のひろば（第4日曜 10:45 - 11:00）
- たわわのわ（日曜 11:40 - 11:45） - JA鹿児島県経済連の宣伝番組。
- #かごしま（日曜 12:54 - 13:00） - 鹿児島県政広報番組。『ふるさとかごしま』の後継番組として2023年4月2日開始。番組名は「ハッシュタグかごしま」と読む[56]。
- 大隅あれこれ（日曜 14:54 - 15:00） - 大隅半島の話題を伝える番組。
- わんぱくてれび（日曜 16:24 - 16:30） - 県内の幼稚園・保育園を取り上げる番組。『かごしま4』の番組コーナーとして放送していた時期がある。
- かごしまドローンTRIP（日曜 22:54 - 23:00）
- 鹿児島県地区対抗女子駅伝競走大会（1月下旬の日曜日） - 霧島市の国分・隼人地区を舞台に全6区間・21.0975キロメートル（ハーフマラソンの距離）で行われるMBC主催の駅伝競走大会。1988年にMBC創立35周年を記念して開始した。男子の鹿児島県下一周市郡対抗駅伝競走大会（2月中旬）と同様に12地区で競われる。テレビ・ラジオ双方で生中継を実施、ハイビジョン対応は2012年の第25回大会から[57]。
- おもしろ〇〇維新 - テレビ山口（tys）と共同制作。明治維新150年（2018年）を機に年数回特別番組として制作、放送している。「〇〇」は取り扱うテーマにより異なり、第7弾（2022年9月14日放送）の場合は「おもしろ文明維新」となる[58]。
- ダイドーグループ 日本の祭り（年1回） - MBCは2007年より参加[59]。放送時期は取り上げる祭による。
- 高山流鏑馬（年1回） - 肝付町の四十九所神社の神事「高山流鏑馬」に臨む射手に密着するドキュメンタリー番組。2021年は本番組とは別に『ダイドーグループ 日本の祭り』としても高山流鏑馬を取り上げた[60]。また、高山流鏑馬が無観客開催となった2020年から2022年にかけてはMBCがインターネットで生配信を実施した[61][62][63]。
- おはら祭（毎年11月3日） - 総踊りそのものの模様を生中継する形式としては2009年より放送（2009年のみ『ズバッと!鹿児島』の1時間スペシャル扱い）[64]。かつて（2002年まで）は民放各局が天文館に特設ステージを設置、関連イベントを実施し、その模様をおはら祭の特別番組として放送していた[65][66]。なお、MBCは踊り連「MBCグループ」として前夜祭に参加している[67]。

### TBS系列遅れネット番組
- かまいたちの知らんけど（月曜『火曜深夜』 0:26 - 25:25）
- レンタルクロちゃん（火曜『水曜深夜』 24:55 - 25:00）
- 下剋上球児（水曜 23:56 - 翌日24:50）
- よしもと新喜劇（土曜 12:00 - 12:55、毎日放送制作）
- JNN九州・沖縄ドキュメント ムーブ（日曜 5:35 - 6:05、RKB毎日放送制作）
- サンデージャポン（日曜 13:27 - 14:50）
- 映像列島・Jコレクション（日曜『月曜深夜』 25:20 - 26:15）

### 他系列番組

#### テレビ東京系列
- 所さんの学校では教えてくれないそこんトコロ!（火曜『水曜深夜』 23:56 - 24:55）
- 世界!ニッポン行きたい人応援団（水曜 21:00 - 21:58）
- 有吉ぃぃeeeee!そうだ!今からお前んチでゲームしない?（木曜『金曜深夜』 0:56 - 1:45）
- タクシー運転手さん一番うまい店に連れてって!（土曜 15:30 - 16:24）
- 男子ごはん（土曜 17:00 - 17:30） - 2025年6月14日を最後に放送休止。
- 日経スペシャル カンブリア宮殿（日曜 10:35 - 11:25）
- 日経スペシャル ガイアの夜明け（不定期放送）

#### その他
- うたなびMAX!!（水曜=火曜深夜 0:55 - 1:30）、日音制作）
- 内さまワールド（木曜『水曜深夜』 0:55 - 1:25、K-max制作）
- Music B.B. Japan（金曜『木曜深夜』 1:05 - 1:35、アークミュージック制作）
- 日本のチカラ（日曜 6:15 - 6:45、民教協加盟局共同制作）

### 過去に放送されていた番組

#### 自社制作番組
- MBC経済フラッシュ（金曜 10:25 - 10:35）[注 24]
- MBCテレビ50 かごしま今昔（月曜 - 金曜 5:40 - 5:55、過去に『奥様ワイド・MBCですこんにちは!』内にて放送されたコーナー「かごしま今昔」の再編集版）
- mixx（木曜 24:20 - 24:50、再放送・土曜 25:43 - 26:13） - 2004年10月から2010年3月まで放送された深夜番組。『てゲてゲ』の前身にあたる。
- MBCテレビ50 あの頃のふるさと（月曜 - 金曜 23:55 - 24:00） - 2009年度。
- おはよう!グッデイかごしま - 2002年度に朝の情報番組『おはよう!グッデイ』のローカル枠として放送。
- ヒルタク - 2003年度。おはよう!グッデイの後番組の『ウォッチ!』が当初ローカル枠を設けなかったために午前11時台に番組枠を移動。司会はMBCタレントの野口たくお（当時は野口拓男）。冠番組であり、タイトルは「お昼の拓ちゃん」を略したもの。毎日ゲストを呼びトークを繰り広げる内容であった。
- ウォッチ!かごしま - 2004年度に『ウォッチ!』が再びローカル枠を設け、MBCは当枠を『ウォッチ!かごしま』として差し替えた。司会は前年度に引き続き野口たくおが担当。
- 旬感テレビ（月曜・火曜・木曜 9:55 - 10:05、水曜 9:55 - 10:10） - 2005年 - 2006年度。ウォッチ!の後番組『みのもんたの朝ズバッ!』がローカル枠を設けなかったため、番組枠を午前10時台に移動。土曜日は『ズバッと!鹿児島』として放送されており、2007年度に同番組に統合されるかたちで終了。
- ズバッと!鹿児島 - 2005年度に土曜午前の情報番組として開始、2007年度に『旬感テレビ』を統合するかたちで平日を含む帯番組となる。平日版は2017年9月、土曜版は2018年9月にそれぞれ終了。
- ひるかご（月曜 - 金曜 11:19 - 11:30） - 2017年10月 - 2023年3月。ひるおび（第1部）の直後に放送していた。
- 週刊1チャンネル - 2018年10月6日に『ズバッと!鹿児島』の後継番組として開始、2020年4月の改編で放送時間を土曜12時台に変更し、2023年9月30日まで放送。
- 旬感テレビ金曜版（金曜 9:55 - 10:25）
- かごしま4（月曜 - 金曜 15:49 - 16:50） - 2014年10月 - 2024年9月。夕方の情報番組。2024年10月の改編で金曜のみに縮小した上で『かごよんフライデー』に改題。
- MBC6時こちら報道 - 1976年10月に開始した夕方の報道番組。『MBCニューズナウ』の前身番組となる。
- 陶山賢治の時の風 - 1997年から9年間土曜日18時に放送されていた報道番組。ミニドキュメンタリーを放送するコーナーが設けられ、複数の賞を受賞する原動力となった。
- 奥様ワイド・MBCですこんにちは!
- ふれあいタウン・きゅーと55
- みんなの学校元気な学校 - 特定の小学校を紹介する。
- ふるさとワンダフル
- 椋鳩十〜動く絵本〜
- 今日感テレビ（月曜 - 金曜 15:00 - 15:50、RKB毎日放送、長崎放送、大分放送と共同制作していたが、2006年9月に大分放送と共に番組制作とネット打ち切り）
- 生deココ（土曜 9:45 - 11:15、月1回）
- 5時からテレビ（月曜 - 金曜 17:00 - 18:00） - 1989年。
- かごしま24（月曜 - 金曜 23:55 - 24:10）
- てゲてゲーミング（金曜 0:45 - 1:05（木曜深夜）） - 2018年10月 - 2024年6月。『てゲてゲ』の派生番組でゲームに特化。
- 鹿児島×北信濃 そらじかん（土曜 1:13 - 1:23（金曜深夜）、Goolightとの共同制作）
- ときめきワイド（木曜・金曜 10:20 - 10:30）
- SunSunクッキング
- 素敵にクッキング
- さたでー925
- ふるさとかごしま - 鹿児島県政広報番組（2023年3月まで）。2020年度までは15分番組であったが、2021年度・2022年度は5分番組となった。
- M症候群
- 全国高等学校サッカー選手権大会 - 日本テレビを中心とした民間放送各社による共同制作番組。MBCは1972年度から1999年度まで制作参加。全国大会の中継は1993年度を最後に終了。県大会決勝は「MBC杯」の扱いであったことからKYT開局後も1999年度まで放送。2000年度より県大会決勝もKYTへ完全移行した[68]。

#### TBS系列ローカルセールス
- 徳光和夫の感動再会"逢いたい"
- まんが日本昔ばなし（毎日放送制作、NET系列番組時代はKTSで放送。1976年1月より同時ネットで放送再開）
- 料理天国→新伍のワガママ大百科→MBSアニメ・特撮実写枠（ムカムカパラダイス、平成ウルトラマンシリーズ＝平成シリーズの三部作にあたる「ウルトラマンティガ」、「ウルトラマンダイナ」、「ウルトラマンガイア」と「ウルトラマンコスモス」）
- 機動戦士ガンダムSEEDなど（2006年4月から同時ネット開始）ほか多数
- コードギアス 反逆のルルーシュ（毎日放送製作、続編「- 反逆のルルーシュR2」放送に先駆け2008年1月 - 3月に2話連続放送された）
- 緋弾のアリア（2011年4月から、スピンオフの緋弾のアリアAAは県内未放送）[注 25]
- ビビッドレッド・オペレーション（毎日放送製作、2013年3月と4月に週2回で集中放送された）
- フォトカノ
- 進撃の巨人（毎日放送制作、第3期はNHK総合・鹿児島へ移行）
- キャプテン・アース（毎日放送制作）
- 結城友奈は勇者である（毎日放送制作、第2期は県内未放送）
- Momo-Can do!（RKB毎日放送制作）
- たかじんONE MAN（毎日放送制作）
- 差出人は、誰ですか?
- まるっと!サタデー
- 東大王（不定期放送）
- 世界くらべてみたら（不定期放送）
- ワールド極限ミステリー（不定期放送）
- バース・デイ（不定期放送）
- KAT-TUNの食宝ゲッットゥーン（TBS制作）

#### 日本テレビ系
- あなたのワイドショー→ミセス&ミセス→ルックルックこんにちは（1982年9月30日、KKB開局に伴う改編で打ち切り）
- 日立ドキュメンタリー すばらしい世界旅行（1969年4月6日、KTS開局と共に同局に移動）
- アニメンタリー 決断
- プラチナゴールデンショー(第1期のみ放送。第2期よりKTSへ移行)
- スター誕生!（1977年3月までは同時ネット。同年翌4月からは日曜 10:30 - 11:25で1週遅れの放送。1982年10月3日よりKTSに移動）
- 100万年地球の旅 バンダーブック（『24時間テレビ 愛は地球を救う』枠内のアニメだが、KTSがテレビ朝日・フジテレビとのクロスネットで、かつ本番組が『スター誕生!』に準じた扱いのスポンサーセールスだった関係で放送できなかったため。但し、55分の短縮版での放送だった）
- 金曜19時台後半枠
  - ハッチャキ!!マチャアキ
  - マチャアキのシャカリキ大放送!!
  - コント55号のなんでそうなるの?
  - カックラキン大放送!!（1982年10月8日よりKTSに移動）
- 金曜20時枠
  - 三菱ダイヤモンド・アワー
  - 日本プロレス中継（1969年7月から1970年3月までの約9ヶ月間、アントニオ猪木中心の試合は『NETワールドプロレスリング』として、水曜21時よりKTSでも並行放映）
  - 太陽にほえろ!（1981年4月3日よりKTSに移動。番組移動後、MBCが過去に放送した作品の一部もKTSが再放送）
- 金曜10時!うわさのチャンネル!!（月曜22時に遅れネットで1976年3月まで放送。番組販売用の『うわさのチャンネル!!』に改題された。）
- ごちそうさま+おしゃれ（セットで1982年10月1日よりKTSに移動）
- 土曜ロードショー（『水曜ロードショー』の遅れネット。最初は22:30から、『JNN報道特集』開始後は土曜深夜=日曜未明にそれぞれ原則として10日遅れで放送。1982年10月6日からKTSに移動）
- 知ってるつもり?!（MBCでは度々休止期間が入っての部分放送。1992年3月打ち切り）
- 健康増進時代（日本医師会提供、スポンサー契約の関係上KYT開局後も1995年3月の最終回まで放送）
- 日産スター劇場
- 土曜グランド劇場（土曜 22:30→火曜 22:00。1980年7月より遅れネットで放送された『熱中時代・教師編（2）』まで、数多く放送。1981年4月4日よりKTSに移動。番組移動後、MBCが過去に放送した一部の作品もKTSが再放送）
- MBC金曜スペシャル（番販扱いで金曜深夜に『木曜スペシャル』の内容の遅れネット。アメリカ横断ウルトラクイズも1981年の第5回まではMBCでの放送だった。KKB開局に伴う改編により、KTSに移行。移行後も一部作品のみの遅れネットだった）
- 月曜スター劇場（月曜 22:00に1週間遅れで放送。KKB開局後もKTSへの番組移動は行われず、MBCが引き続き日曜 23:30 - 0:25に放送）
  - かたぐるま（「III」まで 全シリーズ放映）
  - ひまわりの家
  - たんぽぽ
  - 竹とんぼ
  - あすなろの詩
  - おだいじに
  - 春よ来い
  - オレ達全員奈津子の子
  - 源さん
  - みんな大好き!
  - パパになりたかった犬
  - 女ざかり
  - 家族の晩餐
  - なぜか、ドラキュラ
  - 婦警候補生物語
- それは秘密です!!（番組の開始当初は土曜 12:55から。後に日曜 15:00→11:15へ。KKB開局後もKTSへの番組移動は行われず、MBCが引き続き最終回まで日曜 10:30 - 11:00に放送。何れも数週の遅れネットだった）
- レ・ガールズ
- 出没!玉突き
- タイガーマスク（よみうりテレビ制作。1981年、テレビ朝日系で放映されたリメイク版の「タイガーマスク二世」は、KTSで放映。2016年、同じくテレビ朝日系で放映されたリメイク版の「タイガーマスクW」は、KKBで放映）
- ロンパールーム（1969年3月まで放送。同年4月よりKTSへ移行）
- ミユキ野球教室（上記の『ロンパールーム』と同様）
- シャープクライマックス 人生はドラマだ
- 踊って歌って大合戦
- 土曜19時台前半枠（よみうりテレビ制作。当初は土曜18:00からの放送だったが、後述の『全日本歌謡選手権』より、火曜19:30より遅れネットで放映。この為、TBS系で本来この時間に放送されていた『ぴったしカン・カン』は1983年3月まで土曜13:30から遅れネットでの放送だった）
  - 黄金バット
  - 巨人の星
  - 天才バカボン（第1作。テレビアニメ全5作品のうち、第2作の『元祖天才バカボン』、第3作の『平成天才バカボン』、第4作の『レレレの天才バカボン』までKTSにて放映。2016年のテレビドラマはKYTで放映された）
  - 隆一まんが劇場 おんぶおばけ
  - 冒険コロボックル
  - おや!おや?親子（『そっくりショー』の第3期と4期の間に放送されていた）
  - あの町この町評判家族
  - 全日本歌謡選手権（1975年4月より前述の火曜19時台後半枠に遅れネットで移行。それ以前はKTSで同時ネットで放映されていた）
  - そっくりショー（第3・4期）
  - 新・巨人の星→新・巨人の星II
  - 宇宙戦艦ヤマト2→宇宙戦艦ヤマトIII（宇宙戦艦ヤマトシリーズ。第1作はKTSで同時ネットで放映。MBCでは第1作のリメイク版にあたる『宇宙戦艦ヤマト2199』も放映）
  - 宇宙空母ブルーノア（第1話のみ特番扱いで『土曜トップスペシャル』内でKTSにて放映）
  - 三枝の恋ピューター
  - 一ッ星家のウルトラ婆さん
  - 魔拳!カンフーチェン（1983年4月、前述の『ぴったしカン・カン』の同時ネット移行に伴い、後番組の『激闘!カンフーチェン』より、KTSへ移行）
- ムーの白鯨（よみうりテレビ制作）
- あしたのジョー2
- 新・ど根性ガエル（1972年、腸捻転解消前の朝日放送で放送された第1作目のアニメ版もTBS系の番組として土曜19時台前半枠にて同時ネットで放映。2015年度のドラマ版はKYTにて放映）
- 驚異の世界・ノンフィクションアワー
- ときめきトゥナイト（木曜17:25より遅れネットで放映）
- 伊賀のカバ丸（金曜17:25より遅れネットで放映）

ほか

##### KYT開局まで放送されていた日本テレビ系の番組
- 火曜サスペンス劇場（KTSより移行され、MBCでは初放送だった。1992年4月2日 - 1992年9月24日までの約半年間は『木曜サスペンス劇場』、1992年10月2日 - 1994年3月25日までの約1年半の間は『MBCサスペンス劇場』のタイトルで深夜枠に時差ネット）
- 全日本プロレス中継（前身にあたる「日本プロレス中継」から継続して、本番組は日曜夕方に遅れネットで放送していたが、1975年4月よりKTSに移行。その後、1992年4月5日 - 1994年3月27日までの約二年間は、MBCに再移行され、日曜深夜＝月曜未明に放送された。）

#### フジテレビ系
- スター千一夜（1970年代にKTSに移動）
- ゲゲゲの鬼太郎（1960年代の第1作と1970年代の第2作のみ放送。1980年代の第3作以降はKTSで放映）
- キンカン素人民謡名人戦（フジテレビ系番販放送枠廃止に伴い、1992年9月26日放送打ち切り。1992年10月3日 - 1993年5月29日の放送休止後、後継番組の『キンカン民謡セレクション』の初回からKTSへ移動）
- まんが名作劇場 サザエさん（『サザエさん』の再放送版。土曜 17:00 - 17:30。放送は1988年10月1日 - 1992年9月26日の4年間のみ。フジテレビ系番販放送枠廃止に伴い打ち切り。1992年10月3日 - 1994年3月26日の放送休止後、1994年4月5日から火曜 19:00 - 19:30の同時ネットにてKTSへ移動）
- ズバリ!当てましょう（金曜 19:00 - 19:30。第1期は最終回まで放送されたが、第2期の放送途中にKTSへ移動）
- 水曜19時台前半アニメ枠
  - 赤胴鈴之助
  - 荒野の少年イサム
  - 小さなバイキングビッケ
  - アラビアンナイト シンドバットの冒険
  - ドカベン
  - メーテルリンクの青い鳥 チルチルミチルの冒険旅行
  - がんばれ元気
  - Dr.スランプ アラレちゃん（1985年4月にKTSへ移行。それと同時に『ドカベン』〜『がんばれ元気』の再放送分の放映権も同局へ移行）
- 銭形平次（木曜23:00→金曜16:00→火曜22:00。上記の「フジテレビ系水曜19時台前半アニメ枠」のうち、1970年代末期に放送された『ドカベン』~『がんばれ元気』までの3作と同様、1985年4月以降の一部作品の再放送、並びに北大路欣也主演シリーズ全作品はKTSが放送）
- ライオン奥様劇場→ライオン午後のサスペンス→ライオン劇場→ライオンのいただきます（いずれも14:30から時差ネット。フジテレビ系平日午後の帯番組放送枠廃止に伴い、1987年10月5日よりKTSに移動。番組移動後、奥様劇場時代の一部作品もKTSが再放送）
- 三匹の侍
- 三枝の爆笑美女対談→スターご勝手対談→たけしのここだけの話→新伍&紳助のあぶない話（関西テレビ制作、木曜深夜→土曜12:30に時差ネット。1992年10月4日よりKTSへ同時ネットにて移動。この番組移動と同時に、フジテレビ系番販放送枠を廃止）
- 鉄腕アトム（テレビアニメ第1作目。リメイク版にあたる2作目と3作目はKTSにて放映）
- 鉄人28号（第1作 1981年に制作されたリメイク版の「太陽の使者 鉄人28号」は、KTSにて放映）
- ジャングル大帝（1966年 - 1967年までの第1・2作目を放送。1989年にテレビ東京系で放送された3作目も放映されたが、2009年に単発で放映された第4作のみKTSで放映）
- W3
- 日清ちびっこのどじまん
- 花の新婚!カンピューター作戦（関西テレビ制作。KTSから移動。1982年10月 - 1985年3月まで放送後KTSへ再移動）
- コートにかける青春
- 赤白パネルマッチ
- 仮面の忍者赤影（関西テレビで制作された1967年度の特撮ドラマ版を放映。1987年制作のアニメ版はKTSにて放映）
- 忍者部隊月光

ほか

##### KYT開局まで放送されていたフジテレビ系の番組
- サザエさん（1992年9月のフジテレビ系番販放送枠廃止後も、この番組のみ、一社提供（複数者提供移行後は筆頭）スポンサーだった東芝からの要請により[要検証 – ノート]、1992年10月4日 - 1994年3月27日は引き続き放送。KYTの開局に伴い、1994年4月3日からKTSに移行。それまでは『FNSの日』内包時のみKTSで放送）

#### テレビ朝日系
- 木曜22時枠のドラマ（日曜23時に3日遅れで放送）
  - 非情のライセンス（再放送分はKKBにて放送）
  - 海峡物語
  - 遥かな坂
  - 判決
- 素浪人 月影兵庫（近衛十四郎主演）
- 素浪人 花山大吉
- 旅がらすくれないお仙
- 緋剣流れ星お蘭
- 遠山の金さん捕物帳（再放送分はKKBにて放送）
- 世なおし奉行
- 地獄の辰捕物控
- 特別機動捜査隊（白黒時代のみ。1969年4月のKTS開局と同時に同局へ移動）
- ルーツ
- 昭和仮面ライダーシリーズ（毎日放送制作。腸捻転解消後もTBS系の番組として放送[注 26][注 27][注 28]。ここではNETテレビ=現・テレビ朝日系列で放送されていた時代の作品を述べる）。
仮面ライダー→仮面ライダーV3→仮面ライダーX[注 29]
- 愛の戦士レインボーマン（1982年に毎日放送で制作されたアニメ版も同時ネットで放映）→ダイヤモンド・アイ
- 人造人間キカイダー→キカイダー01
- 変身忍者 嵐（上記の『昭和仮面ライダーシリーズ』同様、腸捻転解消前の毎日放送制作）
- ジャンボーグA（上記の『昭和仮面ライダーシリーズ』、『変身忍者嵐』と同様）
- エースをねらえ!(上記の『昭和仮面ライダーシリーズ』、『変身忍者嵐』、『ジャンボーグA』と同様、腸捻転解消前の毎日放送制作。リメイク版の『新・エースをねらえ!』は、KTSにて、2004年のテレビドラマ版はKKBにて放映)
- はじめ人間ギャートルズ（朝日放送制作。腸捻転解消前から放送）
- おはよう!スパンク（朝日放送制作。再放送分はKKBにて放映）
- 一休さん（1978年9月まで放送。同年翌月KTSに移行。再放送分はKKBにて、テレビドラマ版はKTSにて放映）
- 月曜19時台前半アニメ（1969年4月からKTSに移動）
海賊王子→魔法使いサリー（第1シリーズ。1989年に制作された続編リメイク版の第2シリーズはKKBで放映）
- 狼少年ケン
- デビルマン→ミクロイドS→キューティーハニー（1997年に制作されたリメイク版の『キューティーハニーF』はKKBにて放映）
- がんばれ!!ロボコン（1999年に制作されたリメイク版の『燃えろ!!ロボコン』は、上記の『昭和仮面ライダーシリーズ』の[注26]の文中説明にもある「平成以降の仮面ライダーシリーズ」の前番組として、KKBにて放映）→ロボット110番（いずれも毎週水曜日 17:25より遅れネットで放送）
- 日曜19時台後半枠（別名「象印一社提供枠」 いずれも後述の『象印クイズヒントでピント』同様、毎週日曜10:00より遅れネットで放映）
  - 象印歌のタイトルマッチ
  - 象印スターものまね大合戦
  - 象印ヒット作戦 1!2!3!
  - 象印ライバル対抗大合戦!
- マグネロボ ガ・キーン
- 宇宙魔神ダイケンゴー
- 無敵ロボ トライダーG7→最強ロボ ダイオージャ（いずれも金曜17:25より遅れネットで放映）

ほか

##### KKB開局まで放送されていたテレビ朝日系の番組
- モーニングショー
- アフタヌーンショー（3時間後の15:00から時差ネット。参考までに、同じTBS・JNN系列の石川MRO、長野SBC、長崎NBC等も同時刻にネットされていた）
- 象印クイズ ヒントでピント（日曜10:00 - 10:30。遅れネットで放映）
- 八木治郎ショー（毎日放送制作、腸捻転解消前。TBS系移動後は、後述の『土曜の朝に』が打ち切られた際、後番組の『いい朝8時』からネット再開。）
- おはようワイド・土曜の朝に（朝日放送制作、1982年3月27日打ち切り[注 30]）
- 新婚さんいらっしゃい!（朝日放送制作。腸捻転解消前は同時ネットで放映。腸捻転解消後は土曜22時へ、更にJNN報道特集の開始後は同23時へ移動。提供スポンサーの差し替えはなし）
- パネルクイズ アタック25（朝日放送制作。土曜 17:00 - 17:30）
- 霊感ヤマカン第六感（朝日放送制作。土曜 14:30 - 15:00。尚、腸捻転解消前のTBS系金曜19:30からの放送時代は、翌週の金曜18:00から放送していた。腸捻転解消および番組の全国ネット復帰後は、左記の時間帯で約数週の遅れネット）
- ラブアタック!（朝日放送制作、土曜正午→土曜12:30→土曜13:00。遅れネット）
- 三枝の国盗りゲーム（朝日放送制作、土曜 11:00 - 11:30）
- 暴れん坊将軍（第1シリーズのみ）
- 火曜21時枠時代劇（月曜21時に6日遅れで放送、KKB開局直前は火曜22時の枠）
  - 大忠臣蔵
  - 荒野の素浪人
  - 破れ傘刀舟悪人狩り
  - 破れ奉行
  - 江戸の鷹 御用部屋犯科帖
  - 破れ新九郎
  - 半七捕物帳
  - 江戸の牙
  - 鬼平犯科帳（萬屋錦之介主演版）
  - 柳生あばれ旅
  - 文吾捕物帳
- 必殺シリーズ（朝日放送制作。腸捻転解消前から放送。TBS系時代は水曜23時から、NETおよびテレ朝系へネットチェンジ後は火曜深夜へ移行。何れも数か月程度の遅れネットだった）

#### テレビ東京系
- 忍者キャプター
- 合身戦隊メカンダーロボ
- とびだせ!マシーン飛竜
- 恐竜大戦争アイゼンボーグ
- 未来ロボダルタニアス→宇宙大帝ゴッドシグマ→百獣王ゴライオン→機甲艦隊ダイラガーXV→光速電神アルベガス（いずれも月曜17:25より放映）
- ヤンヤン歌うスタジオ
- キンコンヒルズ
- みゅーじん
- ガレッジ×ビレッジ
- TVチャンピオン
  - TVチャンピオン2
  - チャンピオンズ〜達人のワザが世界を救う〜
  - TVチャンピオン極 〜KIWAMI〜（BSテレ東共同製作）
- ハロー!モーニング。（『モーニング娘。Happy8期オーディション』の鹿児島選考は2006年9月2日にKYTで放送）
- 福留の22の21
- まいっちんぐマチコ先生
- キャプテン翼 （第1作と第4作第1期を放映）
1994年に制作された第2作の「キャプテン翼J」は、KTSで放送。ただし、第33話までの小学生編で打ち切り。
- 伝説巨神イデオン
- 浅草橋ヤング洋品店→ASAYAN
- 徳光和夫の情報スピリッツ
- 音楽空間アンモナイト
- デュエル・マスターズ
- ジャングル大帝（1965年にフジテレビ系で放送された旧シリーズも放映）
- JAPAN COUNTDOWN
- 魔法のプリンセス ミンキーモモ（第1作。1991年に放送の第2作目はKTSにて放映)
- 爆走兄弟レッツ&ゴー!!（無印のみ放映、1996年10月にKYTに移行）
- 金曜スペシャル（木曜 23:35 - 24:30、JNNスポーツデスクの後）
- プロ野球オープン戦の中継「ハロー球春」[注 31]
- 新みつばちマーヤの冒険（テレビ大阪制作。1975年朝日放送制作の第1作目はKTSにて放映）
- なつかしの歌声
- アメロク（テレビ大阪制作）
- ファッション通信
- クイズ地球まるかじり
  - 絶品!地球まるかじり
- タモリの音楽は世界だ
- SO-HOT（テレビ大阪制作）
- カヴァーしようよ!
- ミスター味っ子
- キャッ党忍伝てやんでえ
- おそ松さん（第1期・第2期を放送。第1期は2016年4月より放送し、同年10月からも再放送が行われた）
- レディス4（1996年9月30日から開始）→L4 YOU!（2014年10月から自社制作番組『かごしま4』の放送開始に伴い打ち切り）
- けものフレンズ
- NARUTO -ナルト-→NARUTO -ナルト- 疾風伝
- ミエリーノ柏木
- ソレダメ!〜あなたの常識は非常識!?〜（現在はKTSで放送）
- 母ちゃんに逢いたい!
- ヒャッキン!〜世界で100円グッズを使ってみると?〜
- 和風総本家（テレビ大阪制作）
- 共演NG
- 超かわいい映像連発!どうぶつピース!!
- レベチな人、見つけた
- SPY×FAMILY（Senson1）
第2クールは当初放送予定だった枠が急遽『東京リベンジャーズ』の第1期[注 32]に変更された関係で2022年 - 2023年の年末年始を利用した全話一挙放送に振り替えられた。
- 日経スペシャル ガイアの夜明け（2023年3月打ち切り）
- サンドナイツがプロ野球選手だけの居酒屋はじめました
- 空から日本を見てみよう+（BSジャパン共同製作）
地上波版は未放送だったが、この番組から鹿児島県が出てくる回のみを不定期放送されていた。

ほか

#### その他
- 演歌百撰（サンテレビ制作）
- ネコナデ（tvk制作）
- MU-GEN（チバテレビ制作）
- みうらじゅん&安齋肇の勝手に観光協会
- saku saku（tvk制作）
- CD NEWS
- 三船美佳のずぼらぼ ズボラ生活研究所
- 恋する日曜日（BS-i制作）
- 林マヤが行く!
- BOOMs→メッチャE（チバテレビ制作）
- P.S. -Pop Shake-
- さすらう犬の種まき（TOKYO MX制作）
- 鬼滅の刃（特別編集版以降はKTSへ移行）
- D4DJ Photon Maiden TV（ブシロード制作）
- バツウケテイナー（サンテレビ制作）
- 東京リベンジャーズ

## ラジオ番組
毎日5時起点の24時間放送を実施するが、日曜深夜・月曜の0:45 - 4:00（2025年1月以後。2023年9月までは『MUSIX (TBSラジオ)』をネットしていたため4:00まで、2023年10月から2024年12月までは月曜2:15から5:00）は『ミッドナイトミュージック』と称してフィラー音楽を送出している（この場合でも、フィラー前に中継所紹介および日曜付放送終了告知がある。4時59分に放送開始<起点>用オープニング（周波数の読み上げはなく「JOCF　南日本放送です」の局名アナウンス程度）がある）。本社演奏所および隼人・紫原両送信所の大規模修繕工事の際は作業時間確保のため、ミッドナイトミュージックの時間が拡張（最長 0:00 - 5:00）となる。この場合、一部の時間帯でテストトーンへの置き換えあるいは停波のいずれかとなることがある。また、台風接近・通過中あるいは豪雨警戒中の際はフィラー音楽に乗せて当直のキャスター（アナウンサーあるいは報道部員（ニュースデスク・ニュースキャスター））が各種情報を伝える。
2025年4月時点。
自社制作番組は太字。

### 平日
| 5  | 00 | 5:00 MBCミュージックグラフィティ | 5:00 MBCミュージックグラフィティ | 5:00 昭和歌謡セレクション | 5:00 イキイキ健康!晴活堂ラジオショッピング | 5:00 週刊 なるほど!ニッポン (ニッポン放送) | | | |
| 5  | 10 | 5:10 納得!お得!ラジオショッピング | 5:10 Buy Now | 5:10 今旬!いいもの百貨店 | 5:10 わくわくお届け便 | 5:10 Buy Now | | | |
| 5  | 25 | 5:10 納得!お得!ラジオショッピング | 5:25 心のともしび | 5:25 心のともしび | 5:25 心のともしび | 5:25 心のともしび | 5:25 心のともしび | | |
| 5  | 30 | 5:30 Brand-New Morning（TBSラジオ） ▽5:55 ジャンプアップミュージック | 5:30 Brand-New Morning（TBSラジオ） ▽5:55 ジャンプアップミュージック | 5:30 Brand-New Morning（TBSラジオ） ▽5:55 ジャンプアップミュージック | 5:30 Brand-New Morning（TBSラジオ） ▽5:55 ジャンプアップミュージック | 5:30 Brand-New Morning（TBSラジオ） ▽5:55 ジャンプアップミュージック | | | |
| 6  | 00 | 5:30 Brand-New Morning（TBSラジオ） ▽5:55 ジャンプアップミュージック | 5:30 Brand-New Morning（TBSラジオ） ▽5:55 ジャンプアップミュージック | 5:30 Brand-New Morning（TBSラジオ） ▽5:55 ジャンプアップミュージック | 5:30 Brand-New Morning（TBSラジオ） ▽5:55 ジャンプアップミュージック | 5:30 Brand-New Morning（TBSラジオ） ▽5:55 ジャンプアップミュージック | | | |
| 6  | 30 | 6:30 モーニングスマイル ▽7:10 お早う!ニュースネットワーク（ニッポン放送） ▽7:30 希望のリボン ▽8:00 話題のアンテナ 日本全国8時です（TBSラジオ） ▽8:23 武田鉄矢・今朝の三枚おろし（文化放送） ▽8:35 羽田美智子のいってらっしゃい（ニッポン放送） ▽9:10『910経済連イキイキ園芸情報プラス』 | 6:30 モーニングスマイル ▽7:10 お早う!ニュースネットワーク（ニッポン放送） ▽7:30 希望のリボン ▽8:00 話題のアンテナ 日本全国8時です（TBSラジオ） ▽8:23 武田鉄矢・今朝の三枚おろし（文化放送） ▽8:35 羽田美智子のいってらっしゃい（ニッポン放送） ▽9:10『910経済連イキイキ園芸情報プラス』 | 6:30 モーニングスマイル ▽7:10 お早う!ニュースネットワーク（ニッポン放送） ▽7:30 希望のリボン ▽8:00 話題のアンテナ 日本全国8時です（TBSラジオ） ▽8:23 武田鉄矢・今朝の三枚おろし（文化放送） ▽8:35 羽田美智子のいってらっしゃい（ニッポン放送） ▽9:10『910経済連イキイキ園芸情報プラス』 | 6:30 モーニングスマイル ▽7:10 お早う!ニュースネットワーク（ニッポン放送） ▽7:30 希望のリボン ▽8:00 話題のアンテナ 日本全国8時です（TBSラジオ） ▽8:23 武田鉄矢・今朝の三枚おろし（文化放送） ▽8:35 羽田美智子のいってらっしゃい（ニッポン放送） ▽9:10『910経済連イキイキ園芸情報プラス』 | 6:30 モーニングスマイル ▽7:10 お早う!ニュースネットワーク（ニッポン放送） ▽7:30 希望のリボン ▽8:00 話題のアンテナ 日本全国8時です（TBSラジオ） ▽8:23 武田鉄矢・今朝の三枚おろし（文化放送） ▽8:35 羽田美智子のいってらっしゃい（ニッポン放送） ▽9:10『910経済連イキイキ園芸情報プラス』 | | | |
| 7  | 00 | 6:30 モーニングスマイル ▽7:10 お早う!ニュースネットワーク（ニッポン放送） ▽7:30 希望のリボン ▽8:00 話題のアンテナ 日本全国8時です（TBSラジオ） ▽8:23 武田鉄矢・今朝の三枚おろし（文化放送） ▽8:35 羽田美智子のいってらっしゃい（ニッポン放送） ▽9:10『910経済連イキイキ園芸情報プラス』 | 6:30 モーニングスマイル ▽7:10 お早う!ニュースネットワーク（ニッポン放送） ▽7:30 希望のリボン ▽8:00 話題のアンテナ 日本全国8時です（TBSラジオ） ▽8:23 武田鉄矢・今朝の三枚おろし（文化放送） ▽8:35 羽田美智子のいってらっしゃい（ニッポン放送） ▽9:10『910経済連イキイキ園芸情報プラス』 | 6:30 モーニングスマイル ▽7:10 お早う!ニュースネットワーク（ニッポン放送） ▽7:30 希望のリボン ▽8:00 話題のアンテナ 日本全国8時です（TBSラジオ） ▽8:23 武田鉄矢・今朝の三枚おろし（文化放送） ▽8:35 羽田美智子のいってらっしゃい（ニッポン放送） ▽9:10『910経済連イキイキ園芸情報プラス』 | 6:30 モーニングスマイル ▽7:10 お早う!ニュースネットワーク（ニッポン放送） ▽7:30 希望のリボン ▽8:00 話題のアンテナ 日本全国8時です（TBSラジオ） ▽8:23 武田鉄矢・今朝の三枚おろし（文化放送） ▽8:35 羽田美智子のいってらっしゃい（ニッポン放送） ▽9:10『910経済連イキイキ園芸情報プラス』 | 6:30 モーニングスマイル ▽7:10 お早う!ニュースネットワーク（ニッポン放送） ▽7:30 希望のリボン ▽8:00 話題のアンテナ 日本全国8時です（TBSラジオ） ▽8:23 武田鉄矢・今朝の三枚おろし（文化放送） ▽8:35 羽田美智子のいってらっしゃい（ニッポン放送） ▽9:10『910経済連イキイキ園芸情報プラス』 | | | |
| 8  | 00 | 6:30 モーニングスマイル ▽7:10 お早う!ニュースネットワーク（ニッポン放送） ▽7:30 希望のリボン ▽8:00 話題のアンテナ 日本全国8時です（TBSラジオ） ▽8:23 武田鉄矢・今朝の三枚おろし（文化放送） ▽8:35 羽田美智子のいってらっしゃい（ニッポン放送） ▽9:10『910経済連イキイキ園芸情報プラス』 | 6:30 モーニングスマイル ▽7:10 お早う!ニュースネットワーク（ニッポン放送） ▽7:30 希望のリボン ▽8:00 話題のアンテナ 日本全国8時です（TBSラジオ） ▽8:23 武田鉄矢・今朝の三枚おろし（文化放送） ▽8:35 羽田美智子のいってらっしゃい（ニッポン放送） ▽9:10『910経済連イキイキ園芸情報プラス』 | 6:30 モーニングスマイル ▽7:10 お早う!ニュースネットワーク（ニッポン放送） ▽7:30 希望のリボン ▽8:00 話題のアンテナ 日本全国8時です（TBSラジオ） ▽8:23 武田鉄矢・今朝の三枚おろし（文化放送） ▽8:35 羽田美智子のいってらっしゃい（ニッポン放送） ▽9:10『910経済連イキイキ園芸情報プラス』 | 6:30 モーニングスマイル ▽7:10 お早う!ニュースネットワーク（ニッポン放送） ▽7:30 希望のリボン ▽8:00 話題のアンテナ 日本全国8時です（TBSラジオ） ▽8:23 武田鉄矢・今朝の三枚おろし（文化放送） ▽8:35 羽田美智子のいってらっしゃい（ニッポン放送） ▽9:10『910経済連イキイキ園芸情報プラス』 | 6:30 モーニングスマイル ▽7:10 お早う!ニュースネットワーク（ニッポン放送） ▽7:30 希望のリボン ▽8:00 話題のアンテナ 日本全国8時です（TBSラジオ） ▽8:23 武田鉄矢・今朝の三枚おろし（文化放送） ▽8:35 羽田美智子のいってらっしゃい（ニッポン放送） ▽9:10『910経済連イキイキ園芸情報プラス』 | | | |
| 9  | 00 | 6:30 モーニングスマイル ▽7:10 お早う!ニュースネットワーク（ニッポン放送） ▽7:30 希望のリボン ▽8:00 話題のアンテナ 日本全国8時です（TBSラジオ） ▽8:23 武田鉄矢・今朝の三枚おろし（文化放送） ▽8:35 羽田美智子のいってらっしゃい（ニッポン放送） ▽9:10『910経済連イキイキ園芸情報プラス』 | 6:30 モーニングスマイル ▽7:10 お早う!ニュースネットワーク（ニッポン放送） ▽7:30 希望のリボン ▽8:00 話題のアンテナ 日本全国8時です（TBSラジオ） ▽8:23 武田鉄矢・今朝の三枚おろし（文化放送） ▽8:35 羽田美智子のいってらっしゃい（ニッポン放送） ▽9:10『910経済連イキイキ園芸情報プラス』 | 6:30 モーニングスマイル ▽7:10 お早う!ニュースネットワーク（ニッポン放送） ▽7:30 希望のリボン ▽8:00 話題のアンテナ 日本全国8時です（TBSラジオ） ▽8:23 武田鉄矢・今朝の三枚おろし（文化放送） ▽8:35 羽田美智子のいってらっしゃい（ニッポン放送） ▽9:10『910経済連イキイキ園芸情報プラス』 | 6:30 モーニングスマイル ▽7:10 お早う!ニュースネットワーク（ニッポン放送） ▽7:30 希望のリボン ▽8:00 話題のアンテナ 日本全国8時です（TBSラジオ） ▽8:23 武田鉄矢・今朝の三枚おろし（文化放送） ▽8:35 羽田美智子のいってらっしゃい（ニッポン放送） ▽9:10『910経済連イキイキ園芸情報プラス』 | 6:30 モーニングスマイル ▽7:10 お早う!ニュースネットワーク（ニッポン放送） ▽7:30 希望のリボン ▽8:00 話題のアンテナ 日本全国8時です（TBSラジオ） ▽8:23 武田鉄矢・今朝の三枚おろし（文化放送） ▽8:35 羽田美智子のいってらっしゃい（ニッポン放送） ▽9:10『910経済連イキイキ園芸情報プラス』 | | | |
| 9  | 40 | 9:40 MBC情報キャッチャー | 9:40 錦江湾のなぎさから（再放送） | 9:40 MBCミュージックグラフィティ | 9:40 陶山賢治の風まかせ（再放送） | 9:40 上園歩美の釣りラジ! | | | |
| 9  | 50 | 9:50 MBC50ニュース | 9:50 MBC50ニュース | 9:50 MBC50ニュース | 9:50 MBC50ニュース | 9:50 MBC50ニュース | | | |
| 9  | 55 | 9:55 かごしま防災スイッチ | 9:55 （第1・3週）まぐろの館ただ今、朝礼中! （第2・4・5週）ジャンプアップミュージック | 9:55 九電グループpresents 野口たくおの「語ってみろかい!エネルギー」 | 9:55 ジャンプアップミュージック | 9:55 MBCハウジングフェアインフォメーション! | | | |
| 10 | 00 | 10:00 えっちゃんのたんぽぽ倶楽部 ▽11:07 テレフォン人生相談（ニッポン放送） ▽11:40 ランチタイム音楽ギャラリー（NRN系企画ネット番組） | 10:00 えっちゃんのたんぽぽ倶楽部 ▽11:07 テレフォン人生相談（ニッポン放送） ▽11:40 ランチタイム音楽ギャラリー（NRN系企画ネット番組） | 10:00 えっちゃんのたんぽぽ倶楽部 ▽11:07 テレフォン人生相談（ニッポン放送） ▽11:40 ランチタイム音楽ギャラリー（NRN系企画ネット番組） | 10:00 えっちゃんのたんぽぽ倶楽部 ▽11:07 テレフォン人生相談（ニッポン放送） ▽11:40 ランチタイム音楽ギャラリー（NRN系企画ネット番組） | 10:00 美坂理恵のたんぽぽフライデー ▽11:07 テレフォン人生相談（ニッポン放送） ▽11:40 ランチタイム音楽ギャラリー（NRN系企画ネット番組） | 10:00 美坂理恵のたんぽぽフライデー ▽11:07 テレフォン人生相談（ニッポン放送） ▽11:40 ランチタイム音楽ギャラリー（NRN系企画ネット番組） | 10:00 美坂理恵のたんぽぽフライデー ▽11:07 テレフォン人生相談（ニッポン放送） ▽11:40 ランチタイム音楽ギャラリー（NRN系企画ネット番組） | 10:00 美坂理恵のたんぽぽフライデー ▽11:07 テレフォン人生相談（ニッポン放送） ▽11:40 ランチタイム音楽ギャラリー（NRN系企画ネット番組） |
| 11 | 00 | 10:00 えっちゃんのたんぽぽ倶楽部 ▽11:07 テレフォン人生相談（ニッポン放送） ▽11:40 ランチタイム音楽ギャラリー（NRN系企画ネット番組） | 10:00 えっちゃんのたんぽぽ倶楽部 ▽11:07 テレフォン人生相談（ニッポン放送） ▽11:40 ランチタイム音楽ギャラリー（NRN系企画ネット番組） | 10:00 えっちゃんのたんぽぽ倶楽部 ▽11:07 テレフォン人生相談（ニッポン放送） ▽11:40 ランチタイム音楽ギャラリー（NRN系企画ネット番組） | 10:00 えっちゃんのたんぽぽ倶楽部 ▽11:07 テレフォン人生相談（ニッポン放送） ▽11:40 ランチタイム音楽ギャラリー（NRN系企画ネット番組） | 10:00 美坂理恵のたんぽぽフライデー ▽11:07 テレフォン人生相談（ニッポン放送） ▽11:40 ランチタイム音楽ギャラリー（NRN系企画ネット番組） | 10:00 美坂理恵のたんぽぽフライデー ▽11:07 テレフォン人生相談（ニッポン放送） ▽11:40 ランチタイム音楽ギャラリー（NRN系企画ネット番組） | 10:00 美坂理恵のたんぽぽフライデー ▽11:07 テレフォン人生相談（ニッポン放送） ▽11:40 ランチタイム音楽ギャラリー（NRN系企画ネット番組） | 10:00 美坂理恵のたんぽぽフライデー ▽11:07 テレフォン人生相談（ニッポン放送） ▽11:40 ランチタイム音楽ギャラリー（NRN系企画ネット番組） |
| 12 | 00 | 10:00 えっちゃんのたんぽぽ倶楽部 ▽11:07 テレフォン人生相談（ニッポン放送） ▽11:40 ランチタイム音楽ギャラリー（NRN系企画ネット番組） | 10:00 えっちゃんのたんぽぽ倶楽部 ▽11:07 テレフォン人生相談（ニッポン放送） ▽11:40 ランチタイム音楽ギャラリー（NRN系企画ネット番組） | 10:00 えっちゃんのたんぽぽ倶楽部 ▽11:07 テレフォン人生相談（ニッポン放送） ▽11:40 ランチタイム音楽ギャラリー（NRN系企画ネット番組） | 10:00 えっちゃんのたんぽぽ倶楽部 ▽11:07 テレフォン人生相談（ニッポン放送） ▽11:40 ランチタイム音楽ギャラリー（NRN系企画ネット番組） | 10:00 美坂理恵のたんぽぽフライデー ▽11:07 テレフォン人生相談（ニッポン放送） ▽11:40 ランチタイム音楽ギャラリー（NRN系企画ネット番組） | 10:00 美坂理恵のたんぽぽフライデー ▽11:07 テレフォン人生相談（ニッポン放送） ▽11:40 ランチタイム音楽ギャラリー（NRN系企画ネット番組） | 10:00 美坂理恵のたんぽぽフライデー ▽11:07 テレフォン人生相談（ニッポン放送） ▽11:40 ランチタイム音楽ギャラリー（NRN系企画ネット番組） | 10:00 美坂理恵のたんぽぽフライデー ▽11:07 テレフォン人生相談（ニッポン放送） ▽11:40 ランチタイム音楽ギャラリー（NRN系企画ネット番組） |
| 12 | 50 | 12:50 MBC50ニュース | 12:50 MBC50ニュース | 12:50 MBC50ニュース | 12:50 MBC50ニュース | 12:50 MBC50ニュース | | | |
| 12 | 55 | 12:55 ジャンプアップミュージック | 12:55 （第1・3週）おしえて野口さん! （第2・4・5週）ジャンプアップミュージック | 12:55 かごしま防災スイッチ | 12:55 平和の花束 | 12:55 かごしま防災スイッチ | | | |
| 13 | 00 | 13:00 しげちゃん・たくPのチェストいけ!オンジョ!! | 13:00 こげなこっがあいもした!（再放送） | 13:00 こげなこっがあいもした!（再放送） | 13:00 ふくしのラジオ! | 13:00 朗読のヒロバ（TBSラジオ） | | | |
| 13 | 10 | 13:00 しげちゃん・たくPのチェストいけ!オンジョ!! | 13:10 かごしま街角通信 | 13:10 伊佐はいーさ! | 13:10 MBCミュージックグラフィティ | 13:10 MBCミュージックグラフィティ | | | |
| 13 | 20 | 13:20 今旬!いいもの百貨店 | 13:20 今旬!いいもの百貨店 | 13:20 今旬!いいもの百貨店 | 13:20 今旬!いいもの百貨店 | 13:20 今旬!いいもの百貨店 | | | |
| 13 | 30 | 13:30 城山スズメ ▽13:55 （月・水）ジャンプアップミュージック、（火・木）かごしま防災スイッチ、（金）親方ひげちゃんのお住まい教室 | 13:30 城山スズメ ▽13:55 （月・水）ジャンプアップミュージック、（火・木）かごしま防災スイッチ、（金）親方ひげちゃんのお住まい教室 | 13:30 城山スズメ ▽13:55 （月・水）ジャンプアップミュージック、（火・木）かごしま防災スイッチ、（金）親方ひげちゃんのお住まい教室 | 13:30 城山スズメ ▽13:55 （月・水）ジャンプアップミュージック、（火・木）かごしま防災スイッチ、（金）親方ひげちゃんのお住まい教室 | 13:30 城山スズメ ▽13:55 （月・水）ジャンプアップミュージック、（火・木）かごしま防災スイッチ、（金）親方ひげちゃんのお住まい教室 | | | |
| 14 | 00 | 13:30 城山スズメ ▽13:55 （月・水）ジャンプアップミュージック、（火・木）かごしま防災スイッチ、（金）親方ひげちゃんのお住まい教室 | 13:30 城山スズメ ▽13:55 （月・水）ジャンプアップミュージック、（火・木）かごしま防災スイッチ、（金）親方ひげちゃんのお住まい教室 | 13:30 城山スズメ ▽13:55 （月・水）ジャンプアップミュージック、（火・木）かごしま防災スイッチ、（金）親方ひげちゃんのお住まい教室 | 13:30 城山スズメ ▽13:55 （月・水）ジャンプアップミュージック、（火・木）かごしま防災スイッチ、（金）親方ひげちゃんのお住まい教室 | 13:30 城山スズメ ▽13:55 （月・水）ジャンプアップミュージック、（火・木）かごしま防災スイッチ、（金）親方ひげちゃんのお住まい教室 | | | |
| 15 | 00 | 13:30 城山スズメ ▽13:55 （月・水）ジャンプアップミュージック、（火・木）かごしま防災スイッチ、（金）親方ひげちゃんのお住まい教室 | 13:30 城山スズメ ▽13:55 （月・水）ジャンプアップミュージック、（火・木）かごしま防災スイッチ、（金）親方ひげちゃんのお住まい教室 | 13:30 城山スズメ ▽13:55 （月・水）ジャンプアップミュージック、（火・木）かごしま防災スイッチ、（金）親方ひげちゃんのお住まい教室 | 13:30 城山スズメ ▽13:55 （月・水）ジャンプアップミュージック、（火・木）かごしま防災スイッチ、（金）親方ひげちゃんのお住まい教室 | 13:30 城山スズメ ▽13:55 （月・水）ジャンプアップミュージック、（火・木）かごしま防災スイッチ、（金）親方ひげちゃんのお住まい教室 | | | |
| 16 | 00 | 13:30 城山スズメ ▽13:55 （月・水）ジャンプアップミュージック、（火・木）かごしま防災スイッチ、（金）親方ひげちゃんのお住まい教室 | 13:30 城山スズメ ▽13:55 （月・水）ジャンプアップミュージック、（火・木）かごしま防災スイッチ、（金）親方ひげちゃんのお住まい教室 | 13:30 城山スズメ ▽13:55 （月・水）ジャンプアップミュージック、（火・木）かごしま防災スイッチ、（金）親方ひげちゃんのお住まい教室 | 13:30 城山スズメ ▽13:55 （月・水）ジャンプアップミュージック、（火・木）かごしま防災スイッチ、（金）親方ひげちゃんのお住まい教室 | 13:30 城山スズメ ▽13:55 （月・水）ジャンプアップミュージック、（火・木）かごしま防災スイッチ、（金）親方ひげちゃんのお住まい教室 | | | |
| 16 | 35 | 16:35 あなたにハッピー・メロディ（ニッポン放送） | 16:35 あなたにハッピー・メロディ（ニッポン放送） | 16:35 あなたにハッピー・メロディ（ニッポン放送） | 16:35 あなたにハッピー・メロディ（ニッポン放送） | 16:35 あなたにハッピー・メロディ（ニッポン放送） | | | |
| 16 | 45 | 16:45 イマドキショッピング! | 16:45 イマドキショッピング! | 16:45 イマドキショッピング! | 16:45 イマドキショッピング! | 16:45 イマドキショッピング! | | | |
| 17 | 00 | 17:00 ニュース・パレード（文化放送） | 17:00 ニュース・パレード（文化放送） | 17:00 ニュース・パレード（文化放送） | 17:00 ニュース・パレード（文化放送） | 17:00 ニュース・パレード（文化放送） | | | |
| 17 | 15 | 17:15 郷土菓子伝承ふるさとの菓子と歴史 | 17:15 I LOVE あいらじお | 17:15 庄太朗の村のことわざ | 17:15 おおすみーてぃんぐ | 17:15 いいな きりしま | | | |
| 17 | 25 | 17:25 MBCラジオ交通情報 | 17:25 MBCラジオ交通情報 | 17:25 MBCラジオ交通情報 | 17:25 MBCラジオ交通情報 | 17:25 MBCラジオ交通情報 | | | |
| 17 | 30 | 17:30 ネットワークトゥデイ（TBSラジオ） | 17:30 ネットワークトゥデイ（TBSラジオ） | 17:30 ネットワークトゥデイ（TBSラジオ） | 17:30 ネットワークトゥデイ（TBSラジオ） | 17:30 ネットワークトゥデイ（TBSラジオ） | | | |
| 17 | 45 | 17:45 昭和の音旅 | 17:45 昭和の音旅 | 17:45 昭和の音旅 | 17:45 昭和の音旅 | 17:45 昭和の音旅 | | | |
| 17 | 50 | 17:50 MBC50ニュース | 17:50 MBC50ニュース | 17:50 MBC50ニュース | 17:50 MBC50ニュース | 17:50 MBC50ニュース | | | |
| 17 | 55 | 17:55 三菱スポーツトピックス | 17:55 三菱スポーツトピックス | 17:55 三菱スポーツトピックス | 17:55 三菱スポーツトピックス | 17:55 三菱スポーツトピックス | | | |
| 18 | 00 | 18:00 ゆうぐれエクスプレス | 18:00 ゆうぐれエクスプレス | 18:00 ゆうぐれエクスプレス | 18:00 ゆうぐれエクスプレス | | | | |
| 18 | 30 | 18:00 ゆうぐれエクスプレス | 18:00 ゆうぐれエクスプレス | 18:00 ゆうぐれエクスプレス | 18:00 ゆうぐれエクスプレス | 18:30 MBCエキサイトナイター | | | |
| 18 | 45 | 18:45 納得!お得!ラジオショッピング | 18:45 通販ラジオ生活便 | 18:45 納得!お得!ラジオショッピング | 18:45 通販ラジオ生活便 | 18:30 MBCエキサイトナイター | | | |
| 19 | 00 | 19:00 荻上チキ・Session (TBSラジオ) | 19:00 荻上チキ・Session (TBSラジオ) | 19:00 MBCミュージックアプリ（再放送） | 19:00 音楽☆とらのアナ（火曜会） | 18:30 MBCエキサイトナイター | | | |
| 19 | 30 | 19:00 荻上チキ・Session (TBSラジオ) | 19:00 荻上チキ・Session (TBSラジオ) | 19:30 ハワイの風（熊本放送） | 19:30 芸人お試しラジオ「デドコロ」（火曜会） | 18:30 MBCエキサイトナイター | | | |
| 20 | 00 | 20:00 アフター6ジャンクション2（TBSラジオ） | 20:00 アフター6ジャンクション2（TBSラジオ） | 20:00 松山千春 ON THE RADIO（NACK5） | 20:00 島津悦子のあなたと1800秒 | 18:30 MBCエキサイトナイター | | | |
| 20 | 30 | 20:00 アフター6ジャンクション2（TBSラジオ） | 20:00 アフター6ジャンクション2（TBSラジオ） | 20:00 松山千春 ON THE RADIO（NACK5） | 20:30 水森英夫のチップイン歌謡曲（火曜会） | 18:30 MBCエキサイトナイター | | | |
| 21 | 00 | 21:00 MBCミュージックグラフィティ | 21:00 八神純子 Music Town（かしわプロダクション） | 21:00 MBCミュージックアプリ（再放送） | 21:00 元気印!チータdeマーチ（スバルプランニング） | 18:30 MBCエキサイトナイター | | | |
| 21 | 15 | 21:15 TICKET! | 21:00 八神純子 Music Town（かしわプロダクション） | 21:00 MBCミュージックアプリ（再放送） | 21:00 元気印!チータdeマーチ（スバルプランニング） | 18:30 MBCエキサイトナイター | | | |
| 21 | 30 | 21:30 Music Express | 21:30 Music Express | 21:30 Music Express | 21:30 Music Express | 18:30 MBCエキサイトナイター | | | |
| 22 | 00 | | | | | | | | |
| 23 | 00 | | | | | | | | |
| 0  | 00 | 0:00 レコメン!（文化放送） | 0:00 レコメン!（文化放送） | 0:00 レコメン!（文化放送） | 0:00 レコメン!（文化放送） | 0:00 嵐・相葉雅紀のレコメン!アラシリミックス（文化放送） | | | |
| 1  | 00 | 1:00 山田裕貴の オールナイトニッポン （ニッポン放送） | 1:00 星野源の オールナイトニッポン （ニッポン放送） | 1:00 乃木坂46の オールナイトニッポン （ニッポン放送） | 1:00 ナインティナインの オールナイトニッポン （ニッポン放送） | 1:00 霜降り明星の オールナイトニッポン （ニッポン放送） | | | |
| 2  | 00 | 1:00 山田裕貴の オールナイトニッポン （ニッポン放送） | 1:00 星野源の オールナイトニッポン （ニッポン放送） | 1:00 乃木坂46の オールナイトニッポン （ニッポン放送） | 1:00 ナインティナインの オールナイトニッポン （ニッポン放送） | 1:00 霜降り明星の オールナイトニッポン （ニッポン放送） | | | |
| 3  | 00 | 3:00 キタニタツヤの オールナイトニッポン0(ZERO) （ニッポン放送） | 3:00 あのの オールナイトニッポン0(ZERO) （ニッポン放送） | 3:00 佐久間宣行の オールナイトニッポン0(ZERO) （ニッポン放送） | 3:00 マヂカルラブリーのオールナイトニッポン0(ZERO) （ニッポン放送） | 3:00 三四郎の オールナイトニッポン0(ZERO) （ニッポン放送） | | | |
| 4  | 00 | 3:00 キタニタツヤの オールナイトニッポン0(ZERO) （ニッポン放送） | 3:00 あのの オールナイトニッポン0(ZERO) （ニッポン放送） | 3:00 佐久間宣行の オールナイトニッポン0(ZERO) （ニッポン放送） | 3:00 マヂカルラブリーのオールナイトニッポン0(ZERO) （ニッポン放送） | 3:00 三四郎の オールナイトニッポン0(ZERO) （ニッポン放送） | | | |
| 4  | 30 | 4:30 上柳昌彦 あさぼらけ（ニッポン放送） | 4:30 上柳昌彦 あさぼらけ（ニッポン放送） | 4:30 上柳昌彦 あさぼらけ（ニッポン放送） | 4:30 上柳昌彦 あさぼらけ（ニッポン放送） | 3:00 三四郎の オールナイトニッポン0(ZERO) （ニッポン放送） | | | |

### 週末
| 時刻 | 時刻 | 土曜日 | 日曜日                                                                               |
| ---- | ---- | --- | ------------------------------------------------------------------------------------ |
| 5    | 00   | 5:00 （第1週）明日への扉〜いのちのラジオ〜 （第1週以外）栄光のレジェンド～未来へ向かって～（ラジオ関西）                                                       | 5:00 通販ラジオ生活便                                                                |
| 5    | 15   | 5:00 （第1週）明日への扉〜いのちのラジオ〜 （第1週以外）栄光のレジェンド～未来へ向かって～（ラジオ関西）                                                       | 5:15 解決!知っ得プレミアム                                                           |
| 5    | 30   | 5:30 まいどあり～。 | 5:30 はやしべさとし～叙情歌を道連れに～                                              |
| 5    | 45   | 5:45 イマドキショッピング! | 5:45 旬!SHUN!ピックアップ                                                            |
| 6    | 00   | 6:00 土曜朝6時 木梨の会。（TBSラジオ） | 6:00 ジャンプアップミュージック                                                      |
| 6    | 05   | 6:00 土曜朝6時 木梨の会。（TBSラジオ） | 6:05 心のともしび                                                                    |
| 6    | 10   | 6:00 土曜朝6時 木梨の会。（TBSラジオ） | 6:10 錦江湾のなぎさから                                                              |
| 6    | 20   | 6:00 土曜朝6時 木梨の会。（TBSラジオ） | 6:20 1万年堂出版の時間                                                               |
| 6    | 35   | 6:00 土曜朝6時 木梨の会。（TBSラジオ） | 6:35 今旬!いいもの百貨店                                                             |
| 6    | 45   | 6:00 土曜朝6時 木梨の会。（TBSラジオ） | 6:45 健やかインフォメーション                                                        |
| 7    | 00   | 7:00 納得!お得!ラジオショッピング | 7:00 ホットキット歌謡曲（熊本放送）                                                  |
| 7    | 15   | 7:15 旬!SHUN!ピックアップ | 7:15 Buy Now                                                                         |
| 7    | 30   | 7:30 希望のリボン | 7:30 希望のリボン                                                                    |
| 7    | 40   | 7:40 よし俣とよしげのいきいきサタデー | 7:40 わくわくお届け便                                                                |
| 7    | 55   | 7:40 よし俣とよしげのいきいきサタデー | 7:55 MBCニュース                                                                     |
| 8    | 00   | 8:00 話題のアンテナ 日本全国8時です（TBSラジオ） | 8:00 ONE-J（TBSラジオ） ▽8:55 トヨタカローラ鹿児島PRESENTS 竹之内雄太のハイパレGo!   |
| 8    | 15   | 8:15 トクトク通販生活 | 8:00 ONE-J（TBSラジオ） ▽8:55 トヨタカローラ鹿児島PRESENTS 竹之内雄太のハイパレGo!   |
| 8    | 30   | 8:30 おはよう!ニッポン全国消防団（ニッポン放送） | 8:00 ONE-J（TBSラジオ） ▽8:55 トヨタカローラ鹿児島PRESENTS 竹之内雄太のハイパレGo!   |
| 8    | 40   | 8:40 MBCミュージックグラフィティ | 8:00 ONE-J（TBSラジオ） ▽8:55 トヨタカローラ鹿児島PRESENTS 竹之内雄太のハイパレGo!   |
| 8    | 50   | 8:50 MBC50ニュース | 8:00 ONE-J（TBSラジオ） ▽8:55 トヨタカローラ鹿児島PRESENTS 竹之内雄太のハイパレGo!   |
| 9    | 00   | 9:00 二見いすずの土曜ラジオ! ▽9:54 いちき串木野ホット情報 ▽10:30 ここが聞きたいドクタートーク ▽10:35 今旬!いいもの百貨店 ▽10:55 住まいのワンポイントアドバイス | 8:00 ONE-J（TBSラジオ） ▽8:55 トヨタカローラ鹿児島PRESENTS 竹之内雄太のハイパレGo!   |
| 10   | 00   | 9:00 二見いすずの土曜ラジオ! ▽9:54 いちき串木野ホット情報 ▽10:30 ここが聞きたいドクタートーク ▽10:35 今旬!いいもの百貨店 ▽10:55 住まいのワンポイントアドバイス | 10:00 さつまお笑い劇場                                                               |
| 10   | 30   | 9:00 二見いすずの土曜ラジオ! ▽9:54 いちき串木野ホット情報 ▽10:30 ここが聞きたいドクタートーク ▽10:35 今旬!いいもの百貨店 ▽10:55 住まいのワンポイントアドバイス | 10:30 たけまる商店 営業中!                                                           |
| 11   | 00   | 9:00 二見いすずの土曜ラジオ! ▽9:54 いちき串木野ホット情報 ▽10:30 ここが聞きたいドクタートーク ▽10:35 今旬!いいもの百貨店 ▽10:55 住まいのワンポイントアドバイス | 10:30 たけまる商店 営業中!                                                           |
| 12   | 00   | 9:00 二見いすずの土曜ラジオ! ▽9:54 いちき串木野ホット情報 ▽10:30 ここが聞きたいドクタートーク ▽10:35 今旬!いいもの百貨店 ▽10:55 住まいのワンポイントアドバイス | 10:30 たけまる商店 営業中!                                                           |
| 12   | 45   | 12:45 小倉・IMALUの○○玉手箱 | 10:30 たけまる商店 営業中!                                                           |
| 12   | 50   | 12:45 小倉・IMALUの○○玉手箱 | 12:50 MBC50ニュース                                                                  |
| 13   | 00   | 13:00 あまみじかん | 13:00 爆笑問題の日曜サンデー（TBSラジオ）                                            |
| 13   | 15   | 13:15 宇宙が身近に!的川先生の宇宙ラジオ | 13:00 爆笑問題の日曜サンデー（TBSラジオ）                                            |
| 13   | 30   | 13:30 青だよ!たくちゃん! ▽13:55 かごしま防災スイッチ ▽14:55 ジャンプアップミュージック                                                                         | 13:00 爆笑問題の日曜サンデー（TBSラジオ）                                            |
| 14   | 00   | 13:30 青だよ!たくちゃん! ▽13:55 かごしま防災スイッチ ▽14:55 ジャンプアップミュージック                                                                         | 13:00 爆笑問題の日曜サンデー（TBSラジオ）                                            |
| 15   | 00   | 13:30 青だよ!たくちゃん! ▽13:55 かごしま防災スイッチ ▽14:55 ジャンプアップミュージック                                                                         | 15:00 村田晏奈のてゲてゲハイスクール→ハウス ▽15:55 じゃっど!すっど!きばっど!南さつま |
| 16   | 00   | 13:30 青だよ!たくちゃん! ▽13:55 かごしま防災スイッチ ▽14:55 ジャンプアップミュージック                                                                         | 15:00 村田晏奈のてゲてゲハイスクール→ハウス ▽15:55 じゃっど!すっど!きばっど!南さつま |
| 16   | 30   | 16:30 やくしまじかん | 15:00 村田晏奈のてゲてゲハイスクール→ハウス ▽15:55 じゃっど!すっど!きばっど!南さつま |
| 16   | 45   | 16:45 山口真奈の推し活 | 15:00 村田晏奈のてゲてゲハイスクール→ハウス ▽15:55 じゃっど!すっど!きばっど!南さつま |
| 17   | 00   | 17:00 みちこ先生のニコニコ通信 | 17:00 スマイリー園田のユアヒットパレード                                             |
| 17   | 10   | 17:10 People's | 17:00 スマイリー園田のユアヒットパレード                                             |
| 17   | 25   | 17:25 私たちの作文 | 17:00 スマイリー園田のユアヒットパレード                                             |
| 17   | 30   | 17:25 私たちの作文 | 17:30 Hello!クラシック                                                               |
| 17   | 45   | 17:45 ウィークエンドネットワーク（TBSラジオ） | 17:45 イマドキショッピング!                                                          |
| 17   | 50   | 17:50 陶山賢治の風まかせ | 17:45 イマドキショッピング!                                                          |
| 18   | 00   | 18:00 RADIO BURN+ | 18:00 宮舘涼太のロイヤルサロン（TBSラジオ）                                          |
| 18   | 30   | 18:00 RADIO BURN+ | 18:30 MBCスポーツ                                                                    |
| 19   | 00   | 19:00 MBCミュージックアプリ | 19:00 Radioマンガ研究室                                                              |
| 19   | 30   | 19:30 今晩は 吉永小百合です（TBSラジオ） | 19:30 東山彰良 イッツ・オンリー・ロックンロール（RKBラジオ）                         |
| 20   | 00   | 20:00 問わず語りの神田伯山（TBSラジオ） | 20:00 大迫淳英Sound Cruise Journey（エフエムたちかわ）                               |
| 20   | 30   | 20:30 トラパラ（熊本放送） | 20:30 古川廣生の聴いた!見た!昭和のヒットソング                                       |
| 20   | 50   | 20:30 トラパラ（熊本放送） | 20:50 録音風物誌（火曜会）                                                           |
| 21   | 00   | 21:00 オトナのJAZZ TIME（ラジオ日本） | 21:00 銀座ナマナマ天文館                                                             |
| 21   | 20   | 21:00 オトナのJAZZ TIME（ラジオ日本） | 21:20 竹丸のおもしろ歴史講座                                                         |
| 21   | 45   | 21:00 オトナのJAZZ TIME（ラジオ日本） | 21:45 東郷さくら～音楽は想い出の目次～                                               |
| 22   | 00   | 22:00 福山雅治と荘口彰久の「地底人ラジオ」（渋谷のラジオ） | 22:00 井上芳雄 by MYSELF（TBSラジオ）                                                |
| 22   | 30   | 22:00 福山雅治と荘口彰久の「地底人ラジオ」（渋谷のラジオ） | 22:30 Sky presents こちらQuizKnock放送部（ABCラジオ）                                |
| 23   | 00   | 22:00 福山雅治と荘口彰久の「地底人ラジオ」（渋谷のラジオ） | 23:00 ももいろクローバーZ ももクロくらぶxoxo（ニッポン放送）                         |
| 23   | 30   | 23:30 SixTONESのオールナイトニッポンサタデースペシャル（ニッポン放送）                                                                                         | 23:30 せきぐちあいみのVirtual Radio                                                  |
| 23   | 45   | 23:30 SixTONESのオールナイトニッポンサタデースペシャル（ニッポン放送）                                                                                         | 23:45 ジミー入枝のドゥーワップ・ステーション                                         |
| 0    | 00   | 23:30 SixTONESのオールナイトニッポンサタデースペシャル（ニッポン放送）                                                                                         | 0:00 亀渕昭信のお宝POPS（火曜会）                                                    |
| 0    | 30   | 23:30 SixTONESのオールナイトニッポンサタデースペシャル（ニッポン放送）                                                                                         | 0:30 田川寿美 「一期一会」（スバルプランニング）                                     |
| 0    | 45   | 23:30 SixTONESのオールナイトニッポンサタデースペシャル（ニッポン放送）                                                                                         | 0:45 - 4:00 放送休止 （ミッドナイトミュージック）                                    |
| 1    | 00   | 1:00 オードリーのオールナイトニッポン（ニッポン放送） | 0:45 - 4:00 放送休止 （ミッドナイトミュージック）                                    |
| 2    | 00   | 1:00 オードリーのオールナイトニッポン（ニッポン放送） | 0:45 - 4:00 放送休止 （ミッドナイトミュージック）                                    |
| 3    | 00   | 3:00 （最終週以外）オールナイトニッポン0(ZERO)（ニッポン放送） （最終週）ヤーレンズのオールナイトニッポン0(ZERO)（ニッポン放送）                               | 0:45 - 4:00 放送休止 （ミッドナイトミュージック）                                    |
| 4    | 00   | 3:00 （最終週以外）オールナイトニッポン0(ZERO)（ニッポン放送） （最終週）ヤーレンズのオールナイトニッポン0(ZERO)（ニッポン放送）                               | 4:00 明日への扉〜いのちのラジオ〜 ～未来へ向かって～栄光のレジェンド（ラジオ関西）   |

### 随時放送
- MBC50ニュース・MBCニュース（詳細は当該項目を参照）
- かごしま防災スイッチ
- ジャンプアップミュージック

### 特別番組
- 飛び出せラジオ（週末の指定された放送時間に50分間編成されるMBCラジオでの公開生放送番組。放送内容に合ったスポンサーを付けている[注 40]。他局と異なり、ワイド番組での公開生放送を原則的に行っていない。）
- 箱根駅伝実況中継（文化放送より毎年1月2日・3日にネット。2020年の第96回より[注 41]。）
- 天皇盃 全国男子駅伝実況中継（中国放送より毎年1月第3日曜12:15にネット）
- ボートレースラジオ実況中継（文化放送より日曜のSG競走優勝戦開催日にネット。）
- MBCエキサイトナイター（ナイターシーズン 金曜 18:30 - 22:00。2024年シーズンより金曜のみ。延長なし）

### 過去に放送された番組
平日
- 瀬川洋一郎のさわやかワイド
- おはようプラス1
- ふじやんの朝ラジオ
- むっちゃんのきょうも元気にChi・Ka・Raこぶ（2001年4月2日 - 2009年3月27日）
- ゆーすけ・かおりのMorningPalette（2009年3月30日 - 2011年3月31日）
- 田辺令吉のおはよう!発車オーライ（2011年4月1日 - 2013年3月29日）
- いきいきラジオでこんにちわ
- 澄本禎子のほのぼのワイド
- うえだみちよのお昼がお好き!
- 県民体操（長寿番組で、2003年頃まで放送されていた。2014年に開局60周年記念の特別番組で復活した。）
- 夜の城山スズメ
- Precious Music
- 歌のない歌謡曲（JRN系企画ネット番組 - 2023年9月29日）

土曜日
- きょうもさわやか おはようラジオ
- 二見いすずのさわやかワイド
- 瀬川洋一郎のお昼だヨ!
- まことちゃんのガイドオンサタデー
- 只今安全運転中（1966年10月8日 - 1975年4月5日[注 42]）

日曜日
- まゆみのサンデーポスト

その他
- さつま屋レディの館
- 今週の歌謡ベストテン
- ミュージックジャック
- それいけ城山
- ニューライフサウンズ
- ポムポムジョッキー
- ムッちゃんのちえすといけ!ヤング
- アニメでGo!Go!
- ラジオ朗読劇「椋鳩十の世界」（木曜 17:15 - 17:25、2015年4月ごろ - 2021年3月24日）
- いきいき鹿児島（木曜 18:50 - 19:00、? - 2021年3月24日）
- 横山欣司のようこそ歌謡ワールド（? - 1990年、2005年10月1日 - 2022年3月）
- ソララジ!（2022年4月 - 2024年3月、日曜 17:30 - 18:00）

### 鹿児島県内他民放ラジオ局と同時編成
2007年2月12日の15時から55分間、MBCラジオ・県域FM局のエフエム鹿児島（μFM） ・コミュニティFM局の鹿児島シティエフエム（フレンズFM）と「鹿児島の民放ラジオ3局」として初めて合同で番組を編成した。2008年、2009年も同時期に実施。
タイトルは「3WAVEパワーステーション ラジオだぜ! 男3人トークバトル」。MBCラジオからは野口たくおが、μFMからはDJ POCKYが、フレンズFMからは柳田弘志が出演。スタジオはμFMを使用し、メールアドレスのドメイン名もμFMのものだったが、公式サイトはMBCのサーバーに置かれてあった。12日の放送時には各パーソナリティが自己の担当する番組の企画を持ち込み（野口は「城山スズメ」、DJ POCKYは"MUSIC POWER STATION feel the μzic DA!!"、柳田は「いいよね本舗」）、各放送局のジングル（フレンズFMのみ「いいよね本舗」のジングル）もそれぞれ放送された。また、これに先駆けて2月5日から9日までの12:12 - 12:17に情報番組を3局同時に放送した。
なお、MBCラジオとフレンズFMは2003年8月6日にNHKラジオ第1放送（鹿児島局）と同時編成を行ったことがある。また、NHKは公共放送であり、鹿児島県に残り3つある（当時）コミュニティFM局（FMかのや、FMきもつき、FM志布志）はNPO団体（非営利団体）であるため、民放ではない。

## MBCパーソナリティ
南日本放送のアナウンサー・ニュースキャスター・気象予報士・タレント（同局アナウンサーOGおよびポニーメイツOG含む）・ポニーメイツは「MBCパーソナリティ」と総称されている。
独自にポイント気象予報を出す認可を受けている（先述）ことから、ウェザーキャスター（専属気象予報士）が多いのが特徴。
また、一部のタレントについては個人事務所を立ち上げ、フリーランスないし他の芸能事務所に所属しており、必ずしも同局の専属活動を行っているとは限らない。

### アナウンサー・ニュースキャスター

#### 男性
- 1977年 古川廣生（古川廣生の見た、聞いた昭和のヒットソングに出演。2011年 - 2014年はMBC学園に出向。）
- 1983年 城光寺剛（2004年9月までアナウンサー→東京支社記者→報道部→2022年4月 - キャスター、愛称・ジョー・フラメンコ）
  - 1960年7月24日生まれ。1989年に「鹿児島がオレに惚れてるぜ」（山崎兼敏作詞、坂元政則作曲）でジョー・フラメンコとして歌手デビュー。
- 1999年 岡田祐介（2022年7月よりアナウンス部長に就任）
- 2009年 岩﨑弘志
- 2013年 岩崎全智（元高知さんさんテレビ。2019年4月 - ニュースキャスター）
- 2020年 小薗秀汰、佐々木武海
- 2023年 小野鼓太郎

#### 女性
- 1982年 上野知子（専任部長）
- 2002年 豊平有香（2004年春まで記者、2014年4月 - 2016年12月まではニュースキャスター、2022年7月よりアナウンス副部長に就任）
- 2005年 美坂理恵
- 2006年 末永安佳梨（2006年 - 2014年、2018年4月 - ）
- 2019年 上塘百合恵、玉谷愛
- 2022年 松﨑洋子（元NHK契約キャスター）、坂元楓（元NHK契約キャスター）
- 2023年 田神沙羅
- 2024年 村田晏奈（前職は第24代宝くじ幸運の女神）

### 元アナウンサー（MBCタレント移行者は除く）
☆は異動。◎は移籍。○はフリー。※はアナウンス部長経験者。●は故人（在職中に死去した人物も含む）。

#### 男性
- 1953年
  - 岩橋健正〇（10月8日 - 1956年11月13日、元NHK[注 44]→フリー、初代アナウンサー主任。「名作集朗読」、奄美復帰時の生中継などを担当）
  - 今村瑞穂（9月 - 1962年2月）
  - 田口晶（9月 - 1982年9月、スポーツ実況、城山スズメ「花言葉の唄」選曲・第1回、薩摩琵琶などを担当）
  - 桐原久●（9月 - 、後に代表取締役社長[注 45]）
  - 平山武光（9月 - 1987年）
- 1954年
  - 時末芳一（6月15日 - 1979年5月14日、1958年3月より新設の報道部兼務を数年）
- 1956年
  - 三浦雅夫（1月10日 - 1982年4月、「奥様ワイドMBCですこんにちは」などを担当）
- 1957年
  - 喜田治男●（3月7日 - 1982年、1934年7月27日生まれ。在籍中の1973年4月 - 9月にTBS報道部（JNNニュースデスクの司会進行を担当する為）、1982年 - 1997年にKKB（アナウンス部長。1990年より制作局長）、1997年度KYTへそれぞれ出向。KKB出向前は関西支社営業部長。後にBTVケーブルテレビ顧問等を経て、2008年3月ですべての仕事を退いた。2021年7月25日に満86歳で死去）
- 1959年
  - 横山欣司●（2月12日 - 1996年3月。MBC学園アナウンス教室講師、2023年12月28日に満88歳で死去）
- 1960年
  - 小林完吾◎（2月6日 - 1963年5月、→日本テレビに定年まで）
- 1964年
  - 安田勝英（1996年6月28日より取締役、2001年6月27日より常務）
- 1965年
  - 中松禎夫（ - 2002年定年退職、定年後も数年間はMBCニュースを担当）
- 1967年
  - 小澤達雄（ - 2014年12月）
- 1969年
  - 有馬孝栄（ - 1994年）
- 1973年 
  - 浜平賢二●（ - 1976年、その後は記者、1991年9月15日に42歳で死去[71]）
- 1976年
  - 藤原一彦（ - 2022年）
- 1979年
  - 田辺令吉（ - 2020年、気象予報士）
- 1982年
  - 采野吉洋※（ - 2025年3月、愛称・アニメキング、うねがみ様。65歳の定年に伴う措置であり、退職後もメイン出演番組である城山スズメの出演日に限ってMBC50ニュースのシフトに入る。）
- 1986年 
  - 桐山隆（ - 1997年6月、退社後は出身地の関西地方を拠点に、スポーツ実況などの分野でフリーアナウンサーとして活動。MBCラジオで同時ネットを実施している文化放送制作の『ニュース・パレード』にも、ラジオ大阪担当分の取材・中継キャスターとして随時出演している）
- 1988年
  - 木戸宏実☆（ - 2007年、事業部）
- 1990年
  - 藤田敏行☆（後に報道部等）
- 1992年
  - 太田祐輔◎（ - 2000年、→九州朝日放送アナウンス部→同社報道部→同社アナウンス部→解説委員）
- 1995年 
  - 下山英哉☆※（ - 2003年8月31日、2017年4月 - 2022年3月。フリー→日本海テレビアナウンサーを経て復帰、元アナウンス部長を歴任し、福岡支社に転勤）
  - 丸山隆之◎（ - 1998年12月、→信越放送）
- 1998年
  - 高橋重憲◎（ - 2001年5月、→中京テレビ放送）
- 2001年
  - 松木圭介
- 2002年
  - 山田修作〇（ - 2005年、気象予報士）
- 2006年
  - 吉田智大（ - 2017年）
- 2014年
  - 重盛赳男◎（ - 2018年、→長野放送）
- 2018年 
  - 木藪亮太（ - 2021年）
- 2019年
  - 村上隆二☆（10月中途入社 - 2021年9月、報道部）

#### 女性
- 1953年
  - 慶田悦子（10月11日 - 1955年11月5日、MBCの女性アナで初めてニュースを担当、現姓は柳田）
  - 城鈴子（9月 - 1958年11月10日、元NHK鹿児島放送劇団。「療養の友」、「婦人の知識」、「私の好きな言葉」などを担当）
  - 竹内陽子（9月 - 1959年9月5日、元NHK鹿児島放送劇団。「療養の友」、「明るい家庭」などを担当）
- 1970年
  - 今村慶子（11月20日 - 1979年9月30日）
- 1973年 
  - 山野真理（ - 1981年4月28日、現在は鹿児島市でアナウンス・マナー講師などを担当[72]）
- 1974年
  - 植田美千代（3月 - 2016年3月31日、退社後も2017年11月以降はMBC50ニュースを担当しており、2022年7月現在では月曜日と木曜日の午後を中心に担当）
- 1981年
  - 後藤純子（ - 1983年10月5日）
  - 山縣由美子（ - 1989年8月にアナウンサー、1997年 - 2014年8月にキャスター。1990年代には福岡でキャスター。→九州大学理事）
- 1985年 
  - 徳永恭子（ - 1988年1月26日）
  - 山崎典子（ - 1991年3月）
- 1986年 
  - 井川千也（ - 1992年）
- 1988年 
  - 稗田尚子（ - 1992年）
- 1991年 
  - 川畑千華○（ - 1995年）
  - 平原悦子（ - 1997年9月）
- 1992年
  - 菅谷朋代（ - 2008年）
- 1994年 
  - 重富真美（ - 2003年）
- 1995年 
  - 竹村志麻◎（ - 2004年9月、→テレビ高知）
- 1996年
  - 松本尚子○（ - 2001年7月、後にTVK）
- 1997年
  - 内田詠子○（ - 2001年5月）
- 1999年
  - 田中美穂（ - 2004年、後にフリー[注 46]）
- 2001年 
  - 石邑真記子
- 2002年
  - 豊田瑠衣（ - 2006年、→日テレジータス「おとな館」リポーター→NHK福岡放送局キャスター）
- 2003年 
  - 山西康子（ - 2004年にMBCで活動。1年間のみ出演[73]）
- 2004年
  - 大村絵美〇（ - 2007年（契約））
- 2005年
  - 谷口智子〇（ - 2006年（契約））
- 2006年
  - 竹下裕理○（ - 2009年、上野知子の代替要員で、クリエイティブ・メディア・エージェンシーからの派遣だった）
  - 竹内梢（ - 2013年11月1日、2011年よりキャスター）
- 2007年
  - 古山かおり◎（ - 2014年、→TVQ九州放送）
- 2008年
  - 清川真衣（ - 2011年）
- 2013年
  - 樺島彩（ - 2016年）
- 2014年
  - 藤本真未◎（ - 2017年、→TOKYO MX）
  - 増田優香子◎（ - 2015年、→九州朝日放送）
- 2015年
  - 原口奈菜（ - 2019年9月30日[74]）
  - 山口真奈〇（ - 2023年3月末）
- 2017年
  - 緒方桃子〇（ - 2022年4月末）
- 2018年
  - 森万由子〇（ - 2023年9月末）
- 泊洋子
- 村山直美

### アノンシスト賞受賞歴
- 第1回（1975年度）テレビ「CM」部門優秀賞（泊洋子）、ラジオ「CM」部門最優秀賞（小澤達雄）
- 第3回（1977年度）テレビ「CM」部門優秀賞（村山直美）、ラジオ「番組」部門優秀賞（小澤達雄）
- 第4回（1978年度）ラジオ「CM」部門優秀賞（山野真理）
- 第5回（1979年度）テレビ「CM」部門優秀賞（植田美千代）
- 第6回（1980年度）テレビ「CM」部門最優秀賞（二見いすず）、ラジオ「CM」部門最優秀賞（古川廣生）
- 第7回（1981年度）テレビ「CM」部門優秀賞（宮原悦子）、ラジオ「番組」部門優秀賞（山縣由美子）
- 第8回（1982年度）テレビ「CM」部門最優秀賞・グランダプレミオ（古川廣生・宮原悦子）、ラジオ「CM」部門最優秀賞（古川廣生）
- 第9回（1983年度）テレビ「番組」部門優秀賞（宮原悦子）、ラジオ「番組」部門優秀賞（二見いすず）、「CM」部門優秀賞（山縣由美子）、称楊（横山欣司）
- 第10回（1984年度）ラジオ「CM」部門最優秀賞（宮原悦子）
- 第11回（1985年度）テレビ「番組」部門優秀賞（采野吉洋）、称楊（有馬孝栄）
- 第12回（1986年度）ラジオ「CM」部門最優秀賞（中松禎夫）
- 第13回（1987年度）ラジオ「CM・ショッピング番組」部門優秀賞（植田美千代）
- 第14回（1988年度）ラジオ「CM・ショッピング番組」部門優秀賞（藤原一彦）
- 第15回（1989年度）テレビ「CM」部門優秀賞（古川廣生）
- 第16回（1990年度）ラジオ「CM・ショッピング番組」部門優秀賞（山崎典子）、称楊（藤原一彦）
- 第17回（1991年度）テレビ「番組」部門優秀賞（植田美千代）、「CM」部門優秀賞（城光寺剛・稗田尚子・桐山隆）、ラジオ「CM」部門優秀賞（采野吉洋）
- 第18回（1992年度）テレビ「CM」部門優秀賞（植田美千代・采野吉洋）
- 第19回（1993年度）テレビ「番組」部門最優秀賞（植田美千代）、称楊（南日本放送放送制作部アナウンサー一同）
- 第20回（1994年度）テレビ「番組」部門優秀賞（澄本禎子）
- 第21回（1995年度）ラジオ「CM」部門最優秀賞（上野知子）
- 第22回（1996年度）テレビ「番組部門優秀賞（采野吉洋）
- 第23回（1997年度）テレビ「CM」部門最優秀賞（菅谷朋代・丸山隆之）、ラジオ「番組」部門最優秀賞（植田美千代）、称楊（上野知子）
- 第24回（1998年度）ラジオ「番組」部門優秀賞（上野知子）
- 第25回（1999年度）テレビ「読み・ナレーション」部門優秀賞（植田美千代）、「CM」部門賞（田辺令吉）
- 第27回（2001年度）ラジオ「フリートーク」部門優秀賞（木戸宏美・藤田敏行）
- 第28回（2002年度）テレビ「読み・ナレーション」部門優秀賞（采野吉洋）
- 第29回（2003年度）テレビ「読み・ナレーション」部門優秀賞（植田美千代・山田修作）
- 第30回（2004年度）テレビ「フリートーク」部門優秀賞（田辺令吉）、スポーツ実況部門賞（松木圭介）、活動部門賞（上野知子）
- 第37回（2011年度）テレビ「読み・ナレーション」部門最優秀賞（植田美千代）
- 第38回（2012年度）テレビ「読み・ナレーション」部門優秀賞（美坂理恵）、ラジオ「読み・ナレーション」部門優秀賞（上野知子）
- 第39回（2013年度）テレビ「読み・ナレーション」部門優秀賞（美坂理恵）
- 第40回（2014年度）テレビ「読み・ナレーション」部門優秀賞（美坂理恵）
- 第41回（2015年度）新人奨励賞（原口奈菜）
- 第43回（2017年度）テレビ「読み・ナレーション」部門最優秀賞（美坂理恵）
- 第44回（2018年度）活動部門賞（南日本放送アナウンス部）
- 第45回（2019年度）ラジオ「フリートーク」部門優秀賞（岩崎弘志）
- 第46回（2020年度）テレビ「読み・ナレーション」部門最優秀賞（末永安佳梨）
- 第47回（2021年度）テレビ「フリートーク」部門優秀賞（岩崎弘志）
- 第49回（2023年度）テレビ「フリートーク」部門優秀賞（岩崎弘志）

### 元ニュースキャスター
異動
- 福山喬子（2001年 - 2008年2月、後に東京支社記者）
- 久保美紗恵（2008年入社、2013年11月 - ?）

退社
- 陶山賢治（1996年10月 - ?、元読売新聞記者。MBC開発代表取締役社長）
- 柳佐知（2013年11月 - 2018年3月）
- 執行真希（2005年入社、2008年 - 2011年、2017年1月 - 2022年3月31日[75]）

### 気象予報士
ウェザーキャスターとして活躍
- 亀田晃一（1989年 - 、技術局制作技術部長）
- 住吉大輔（1991年 - 、編成局長）
- 増永吉亨（元福岡放送。2016年4月 - ）
- 大山有布佳（元北海道テレビ放送）
- 鮫島薫乃（2021年 - ）

ウェザーキャスター以外の分野で活躍
- 前田一郎（1996年10月 - 、鹿児島地方気象台より出向の気象予報官。）

### MBCタレント
一部の人物は県内他局の番組にも出演。
男性
- 野口たくお（2022年7月現在では、テレビ番組のてげてげ、ラジオ番組では青だよたくちゃんに出演）
- よし俣とよしげ（2022年7月現在では、ラジオ番組のよし俣とよしげのいきいきサタデー、城山スズメ内のジャパネットたかたラジオショッピングなどに出演）
  - 作曲家である吉俣良の実弟。本業はフリーランスの鹿児島ローカルタレントで、県内他局の番組にも少数ながら出演している。旧芸名は吉俣豊重（1999年まで）→ほいで吉俣（2000年 - 2007年）→吉俣トヨシゲ（2007年 - 2010年）で、改名が多め。
- スマイリー園田
- 竹之内雄太（元ビューティーメーカー）
- ジミー入枝（ザ・キング・トーンズのリードボーカル）
  - 2020年10月から。それ以前はゲストタレント扱い。

女性
- 柴さとみ
- 笹田美樹（2022年7月現在では、ラジオ番組の城山スズメに出演）
- 榮德多賀子（2022年7月現在では、テレビ番組のてげてげ、ラジオ番組では青だよたくちゃんの中継コーナーに出演）
- 太ゆうき
- 上園歩美
- 二見いすず（2022年7月現在では、ラジオ番組の二見いすずの土曜ラジオ、二見いすずのここが聞きたいドクタートークに出演）
- 山下美智代（2022年7月現在では、ラジオ番組の希望のリボン、城山スズメ内の快適生活ラジオショッピングに出演）
- 財津三奈（2022年7月現在では、テレビ番組のどーんと鹿児島に出演）
- 早稲田裕美子
- 赤岩瞳
- 今井由美子
- 濵田祐美
- 平山琴実
- 鶴園直子
- 有川幸
- 福留知恵
- 池ノ上里穂
- 川原田優華

元MBCアナウンサー
- 志摩れい子（1967年 - 1995年、アナウンサー（1964年4月1日 - 1967年5月25日）。入社当時の名は有島裕子）
- 二見いすず（1985年8月 - 、アナウンサー（1977年4月 - 1985年7月））
- 宮原恵津子（1985年10月 - 、アナウンサー（1980年 - 1985年9月27日）、2008年に本名の宮原悦子より芸名を改名。2022年7月時点では、ラジオ番組のたんぽぽ倶楽部に出演）

元ポニーメイツ
- 山下美智代
- 今井由美子
- 笹田美樹
- 福留知恵
- 有川幸
- 赤岩瞳
- 鶴園直子
- 濱田祐美
- 柳原志穂
- 榮徳多賀子
- 平山琴実
- 上園歩美
- 赤塚里美
- 松下愛
- 池ノ上里穂
- 薗田彩
- 川原田優華
- 濵野莉世
  - 元KBCラジオ「アイタガール（AitaGIRL）」でもある[76]。
- 岸良夕明

それ以外
- 財津三奈
- 柴さとみ（2022年7月現在では、テレビ番組では、かごしま4じ、週刊1チャンネルに出演）
- 早稲田裕美子
- 太ゆうき

#### 元MBCタレント
- 遠山明男（μFMの開局を機に移籍。2024年現在も現役のμFMパーソナリティ）
- 瀬川洋一郎（初代MBCタレント。旧制第一鹿児島中を出て、元NHK鹿児島放送劇団幹部・県教育庁職員。1960年代から2005年に亡くなるまで活動）
- ダミアン・ヒル（2004年 - 2009年。オーストラリア出身で、活動中はKYTの「県ナビ」初代ナビゲーターも兼務していた。タレント活動終了後も鹿児島市在住で、個人経営の幼児向け英会話教室の経営者[77]）
- はた真弥（ - 2010年1月28日）
- 猪俣睦彦（タレント活動は1970年代ごろから2019年9月までで、終了直後の同年10月10日死去）
- 西ひろみ
- 田島奈緒子
- 山之内美子
- 上之園祐美
- 宮氣美保子

等多数

### ゲストタレント
過去には女性もいた。
- 桂竹丸（落語家・タレント）（2022年7月現在では、ラジオ番組のたけまる商店営業中に出演）
- 柳田弘志（映画館支配人）（2022年7月現在では、ラジオ番組のミュージックエクスプレスに出演）
- ZEBRA
- KODAI

#### 元ゲストタレント
- DJ EIJI（福岡ローカルタレント）
- Zin
- 日高正人（シンガーソングライター）
- 宮井紀行（シンガーソングライター）

### 元リポーター
- 神田国光
- 除川理紗
- 面高亜沙美
2014年11月から鹿児島放送アナウンサー。MBC時代は報道部所属だった。

等多数